# Astillero Naval de Brooklyn
El Astillero Naval de Brooklyn (originalmente conocido como Astillero Naval de Nueva York) es un astillero y complejo industrial ubicado en el noroeste de Brooklyn en la ciudad de Nueva York (Estados Unidos). Está ubicado en el Río Este en la Bahía de Wallabout, una curva semicircular del río frente a Corlears Hook en Manhattan. Limita con la calle Navy al oeste, la avenida Flushing al sur, la avenida Kent al este y el Río Este al norte. El sitio cubre 91,1 ha y está inscrita en el Registro Nacional de Lugares Históricos.
Se creó en 1801. Desde principios de la década de 1810 hasta la de 1960, fue un astillero activo para la Armada de los Estados Unidos, y también fue conocido como Astillero Naval de los Estados Unidos y Astillero Naval de Brooklyn y Nueva York en varios momentos de su historia. Produjo barcos de madera para la Armada durante la década de 1870 y barcos de acero después de la Guerra de Secesión en la década de 1860.
Se ha ampliado varias veces y, en su apogeo, cubría más de 1,4 km². Durante la Segunda Guerra Mundial fue llamado "Astillero Can-Do". Se desactivó como instalación militar en 1966, pero industrias privadas lo siguieron usando. En la actualidad, alberga un complejo industrial y comercial administrado por el gobierno de la ciudad de Nueva York, ambos relacionados con las reparaciones y el mantenimiento de envíos y como oficinas y espacio de fabricación para industrias no marítimas.
Lo componen decenas de estructuras, algunas del siglo XIX. El Hospital Naval de Brooklyn, un complejo médico ubicado en el lado este, sirvió desde 1838 hasta 1948. El Dry Dock 1, uno de los seis diques secos en el astillero, se completó en 1851 y figura como un hito designado por la ciudad de Nueva York. Las estructuras anteriores incluyen Admiral's Row, un grupo de residencias de oficiales en el extremo oeste del patio, que fue demolido en 2016 para acomodar una nueva construcción. Se construyeron varios edificios nuevos a fines del siglo XX y principios del XXI como parte del complejo comercial e industrial administrado por la ciudad. La Casa del Comandante, también un Monumento Histórico Nacional, está ubicada lejos del sitio del astillero principal de la Armada. El Edificio 292 es la sede de la División de Operaciones Marinas del Departamento de Bomberos de la Ciudad de Nueva York.

## Historia

### Sitio
El sitio del Astillero Naval de Brooklyn fue originalmente una llanura de marea y marisma donde los canarsie se asentaron. Los holandeses colonizaron el área a principios del siglo XVII y, en 1637, el colono Joris Jansen Rapelje le compró a esa tribu 135,6 ha alrededor de la actual Bahía de Wallabout. Allí creó una granja, aunque solo residió en la zona hasta mediados de los años 1650. Rapelje era un valón de Bélgica, y el área alrededor de su granja se conoció como "Waal-boght" o "Waal-bocht", que se puede traducir como "Bahía de Valonia"; y este es el probable origen del nombre de la Bahía de Wallabout. La familia Rapelje y sus descendientes fueron los dueños de la granja, que cultivaron durante al menos un siglo. Construyeron un molino y un estanque en 1710. Este se siguió utilizando durante el siglo XIX. La familia Remsen fueron los últimos descendientes de los Rapeljes en ser dueños de la finca, y mantuvieron la posesión de terrenos cercanos hasta mediados del siglo XIX.
Durante la Guerra de Independencia, los británicos tuvieron prisioneros de guerra en barcos decrépitos amarrados. Muchos murieron y fueron enterrados en fosas comunes. Se dijo que unos 12 000 prisioneros habían muerto en 1783, cuando los sobrevivientes fueron liberados. El Monumento a los Mártires del Barco Prisión, situado en las cercanías de Fort Greene, se construyó en su memoria. En 1781, el constructor de barcos John Jackson y dos de sus hermanos adquirieron diferentes partes de la finca Rapelje. Jackson creó en el sitio el vecindario de Wallabout y una instalación de construcción naval. El primer barco construido allí fue el mercante Canton, a fines de la década de 1790.

### Desarrollo y primeros años

#### Compra de terrenos
Los Jackson pusieron la tierra a la venta en 1800. El 7 de febrero de 1801, las autoridades federales compraron los antiguos muelles y 16 ha de John Jackson por 40 000 dólares a través de un intermediario, Francis Childs. Este le vendió el sitio al gobierno federal 16 días después. La compra formaba parte de los planes del presidente saliente, John Adams, de establecer una serie de astilleros navales. Se eligió el sitio porque su cercanía del Bajo Manhattan y el puerto de Nueva York sería ideal para colocar defensas militares; sin embargo, el proyecto no se efectuó.
La propiedad no se usó durante varios años porque el sucesor de Adams, Thomas Jefferson, se opuso a la acumulación militar. El sitio se convirtió en un astillero activo para la Armada de los Estados Unidos en 1806, cuando el primer comandante del astillero, Jonathan Thorn, se mudó a las instalaciones. Pasaron varias décadas antes de que el área se desarrollara por completo; la primera etapa se centró en el lado occidental del patio actual. Fue casi al mismo tiempo que se construyó en la esquina noroeste la Casa del Comandante en estilo federal. En 1810, el gobierno federal adquirió otras 53 ha del estado de Nueva York. Gran parte de esta tierra quedaba sumergida durante la marea alta. Durante la Guerra anglo-estadounidense de 1812, el astillero reparó y modernizó más de 100 barcos, aunque todavía no se utilizaba para la construcción naval.

#### Operaciones iniciales
El primer barco de línea construido en el astillero fue el USS Ohio, diseñado por Henry Eckford. Su quilla se colocó en 1817 y se botó el 30 de mayo de 1820. El primer barco receptor, utilizado para albergar a los nuevos reclutas de la Armada, fue por su parte la fragata de vapor de Robert Fulton, el USS Fulton. Inicialmente se llamó Demologos y fue diseñado como una batería flotante para proteger el puerto de Nueva York. Pero se consideró inadecuado para ese propósito, y fue rebautizado cuando Fulton murió en 1815. Estuvo amarrado frente a la costa del astillero hasta que fue destruido en una explosión el 4 de junio de 1829.
En la década de 1820, el astillero constaba de la casa del comandante, un edificio de cuarteles marinos, varios edificios más pequeños y cobertizos para barcos en lo que ahora es la esquina noroeste del patio. De estos, la casa del comandante es la única estructura que queda. La Armada adquirió 10 o 13 ha de Sarah Schenck en 1824, sobre la que se construyó el Hospital Naval de Brooklyn. El mismo año, se convirtió en un patio de "primera clase". El hospital abrió sus puertas en 1838. Durante el Gran Incendio de Nueva York el 16 de diciembre de 1835, el astillero envió un destacamento de marines y marineros estadounidenses para ayudar a combatir el incendio, que había consumido rápidamente gran parte de lo que ahora es el Distrito Financiero. El destacamento detonó edificios en el camino del fuego, lo que creó cortafuegos y redujo la propagación, lo que llevó a The Long Island Star a informar que el "destacamento de infantes de marina del astillero naval bajo el mando del teniente Reynolds y los marineros bajo el mando del capitán Mix representaron el más valioso Servicio..." Similarmente, durante el Gran Incendio en el Bajo Manhattan el 19 de julio de 1845, "un destacamento de marineros e infantes de marina del astillero naval al mando del capitán Hudson estuvo presente e hizo un buen servicio. El USS North Carolina, que actuaba como barco receptor de nuevos hombres alistados, también envió a sus marineros en botes para servicio en tierra". El astillero también envió materiales para volar edificios y crear cortafuegos.
El almirante Matthew C. Perry llegó al Astillero Naval de Brooklyn en 1831 y fue su comandante desde 1841 hasta 1843. En 1833 ayudó a fundar el Liceo Naval de los Estados Unidos, cuyo primer presidente fue Charles G. Ridgeley. Este estaba alojado en un hermoso edificio de ladrillo, publicaba varias revistas y mantenía un museo de documentos de todo el mundo. Entre miembros había oficiales subalternos, tenientes, guardiamarinas y varios presidentes de los Estados Unidos. Cuando el Liceo se disolvió en 1889, sus documentos y artefactos se transfirieron al Museo de la Academia Naval en Maryland, y se demolió el edificio. Además, Perry supervisó la construcción del Fulton II, que fue terminado en 1837 y era el primer buque de guerra a vapor de la Armada. También estuvo presente durante la construcción del Dry Dock A, pero dejó su puesto como comandante en 1843.

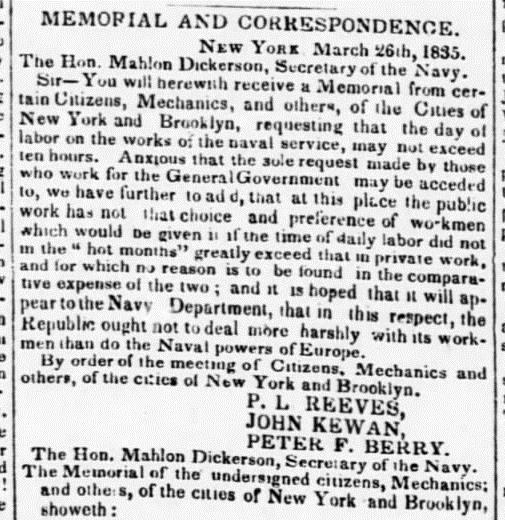
Una Petición, para el Día de las Diez Horas, fechada el 26 de marzo de 1835, firmada por mecánicos del astillero, solicitando "que el día de trabajo en las obras del servicio naval, no exceda las diez horas".

#### Primeros empleados civiles
Los primeros mecánicos y trabajadores del astillero eran empleados por día, pagados por día. Como empleados per diem, rara vez estaban en condiciones de negociar salarios. Los salarios fluctuaron significativamente según la distribución del Congreso para ese año. Por ejemplo, en mayo de 1820, la Junta de Comisionados de la Armada, instruyó al capitán Samuel Evans, el salario de los carpinteros de los astilleros se reduciría 1,62 1/2 centavos por día a 1,25 por día, del mismo modo el salario de los trabajadores se reduciría de 90 centavos por día a 75 El Astillero Naval de Brooklyn pronto se convirtió en un gran empleador debido a la expansión de la construcción naval. 
En 1835 los trabajadores del Nordeste solicitaron salarios más altos; mejores condiciones de trabajo y jornada laboral de diez horas. El 26 de marzo de ese año, los mecánicos del astillero de Nueva York solicitaron a la Junta de Comisionados de la Armada que redujera la jornada laboral a diez horas, lo que fue "firmado por mil ciudadanos de Nueva York y Brooklyn". El 24 de abril, la Junta rechazó su petición, porque "sería incompatible con los intereses públicos, regular el horario de trabajo en los astilleros como se propone en el memorial". La jornada laboral de diez horas solo se implementó el 31 de marzo de 1840, cuando así lo decretó el presidente Martin Van Buren. En 1848, el astillero tenía 441 empleados que normalmente trabajaban diez horas al día, seis días a la semana.

#### Creación de la cuadrícula urbana
En 1826, el Congreso requirió un plan maestro para el desarrollo futuro a todos los astilleros navales. Sin embargo, debido a la geografía fangosa, la estrechez del canal de navegación cercano, el tamaño pequeño del Astillero Naval de Brooklyn y la densidad del desarrollo en el área circundante, la Armada no pudo presentar un plan maestro factible para el patio.
En 1825 se contrató al ingeniero Loammi Baldwin Jr. para que diseñara un dique seco en el astillero. El plan de Baldwin, publicado en 1826, creó un sistema de cuadrícula de calles. Se diseñaron otros dos diques secos: uno en el Astillero Naval de Boston y otro en el Astillero Naval de Norfolk. Debido a la falta de fondos, la construcción del muelle del Astillero Naval de Brooklyn se retrasó hasta 1836, cuando se completaron los otros dos diques secos. La obra comenzó en 1841 y se completó en 1851. A mediados del siglo XIX, los límites de Wallabout Creek se colocaron en un canal y se dragó el arroyo, lo que contribuyó al desarrollo del área circundante como un astillero industrial.

### Mediados y finales delsigloXIX

#### Guerra de Secesión
Para 1860, justo antes de la guerra de Secesión, muchos inmigrantes europeos se habían mudado a Brooklyn, que se había convertido en una de las ciudades más grandes de los Estados Unidos (no fue parte de la ciudad de Nueva York hasta 1898). El patio se había expandido para emplear a miles de mecánicos calificados con hombres que trabajaban las 24 horas. Al comienzo de la guerra, en 1861, el Astillero Naval de Brooklyn contaba con 3700 trabajadores. Los registros de la estación del astillero de la Armada para el 17 de enero de 1863 reflejaron 3933 trabajadores en la nómina. El astillero empleó a 6200 hombres al final de la guerra en 1865.
Durante la guerra de Secesión, el astillero fabricó catorce grandes embarcaciones y modernizó otras 416 embarcaciones comerciales para apoyar los bloqueos navales de la Unión contra la Armada Confederada. Se rumoreaba que Monticello había sido modernizado en menos de 24 horas. Durante los tres meses posteriores a la proclamación de los "75 000 voluntarios" del presidente Lincoln en abril de 1861, el astillero estuvo ocupado colocando armas y armamentos en los barcos o renovando las armas y armamentos existentes. En un artículo publicado en julio, The New York Times declaró: "Durante varias semanas, las manos se han mantenido trabajando incesantemente, a menudo de noche y en sábado". La balandra de vapor de tornillo Oneida, botada el 20 de noviembre de 1861, fue la primera embarcación construida en el Astillero Naval de Brooklyn que estaba específicamente destinada a la Guerra de Secesión. Participó en la Batalla de Forts Jackson y St. Philip en 1862, y en la Batalla de Mobile Bay en 1864. Otro buque que se equipó en el Navy Yard fue el Monitor, construido en Continental Iron Works en Greenpoint, y comisionado el 25 de febrero de 1862. Más tarde ese año luchó contra CSS Virginia (originalmente USS Merrimack) en la Batalla de Hampton Roads. Otros barcos construidos para la Armada de la Unión durante este tiempo incluyeron Adirondack, Ticonderoga, Shamrock, Mackinaw, Peoria, Tullahoma, Maumee, Nyack, Wampanoag y Miantonomoh.
Debido al papel del astillero en la construcción de barcos para los bloqueos de la Unión a la Confederación, se volvió un objetivo para los partidarios de la Confederación, que intentaron volar las instalaciones. Cuando la Armada se dio cuenta, movilizó a los marineros y a la policía metropolitana de Brooklyn para vigilar el patio, y la amenaza cesó.

#### Tras la Guerra de Secesión

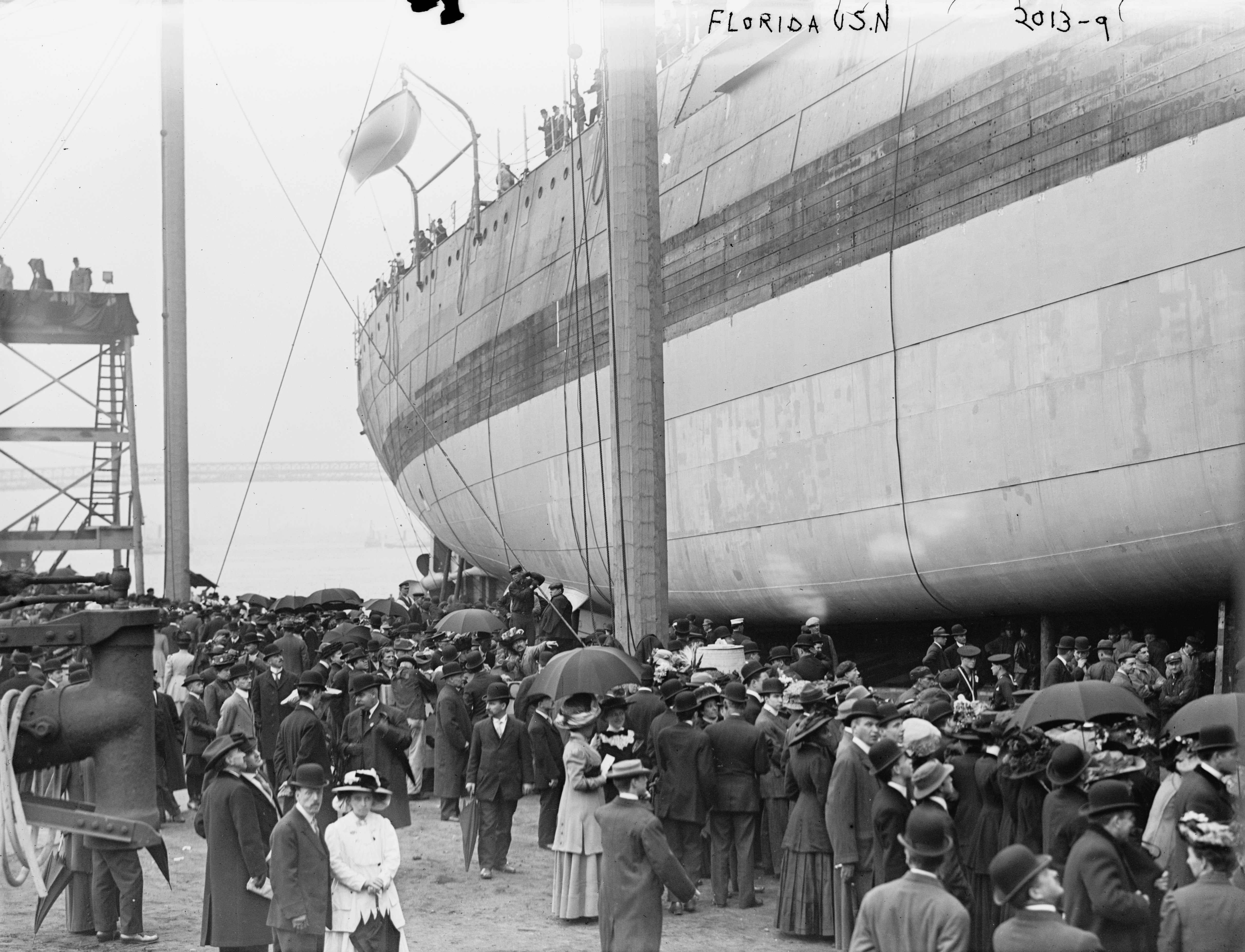
El en el astillero

En 1866, tras la Guerra de Secesión, disminuyó el número de trajadores del astillerto, pero este continuó rematando las embarcaciones que estaban en construcción. Los métodos habían mejorado mucho durante la guerra, y la tecnología naval que usaba la Armada ahora estaba obsoleta; a esto se sumaron problemas como la corrupción. Es probable que esto haya tenido que ver con que, entre 1866 y 1872, el astillero no comenzó la construcción de ningún barco. Algunos barcos se botaron durante este período, como el Kenosha, en 1868. A fines de la década de 1860 y principios de la de 1870, el astilleron estaba creando embarcaciones de vapor de acero, ya que eran más rápidas y fáciles de maniobrar que las de madera. Se había construido un taller de revestimiento de hierro para estas. Trenton, botado en 1876, fue el último barco de madera con velas que se construyó en el Astillero Naval de Brooklyn. A fines del siglo XIX, se buscó sin éxito cerrar el astillero de forma permanente.
Para 1872, había 1200 personas en la nómina, un número que podría multiplicarse por cuatro en caso de guerra. Estos eran empleados del gobierno federal y recibieron protecciones laborales que se consideraron novedosas en ese momento. Por ejemplo, una ley de 1867 garantizó su libertad de expresión política, y una ley de 1872 fijó en ocho horas la jornada de los trabajadores, mecánicos y obreros.
A fines de la década de 1880 la Armada comenzó a expandir su flota se reactivó la industria de la construcción naval en el astillero. Se crearon acorazados más grandes, torpederos y submarinos, y muchas de las embarcaciones lanzadas desde el astillero presentaban artillería, sistemas de propulsión, navegación y blindaje modernos. La nueva construcción requería vías de navegación ampliadas para el lanzamiento de barcos. Desde 1820, se había utilizado gradas de madera, que protegían los cascos de los barcos, pero en la década de 1880, estas se actualizaron con vigas de granito.
La Armada también construyó dos diques secos adicionales, que pronto encontraron problemas. El Dry Dock 2, originalmente de madera, fue construido en 1887 y sufrió por la mala calidad de su construcción. Se derrumbó en una fuerte tormenta en julio de 1899 y fue reconstruido en mampostería en 1901. El Dry Dock 3, también de madera, tenía un diseño similar al Dry Dock 2. Comenzó a construirse en 1893 y se completó en 1897. Poco después, se descubrió que era demasiado corto por 10 cm y demasiado poco profundo por 61 cm, por lo que se arregló. La construcción inicial de madera de esos diques requirió un gran costo de mantenimiento, a diferencia del Dry Dock 1, que era de mamposteríasolo había requerido una reconstrucción en 40 años. Ambos diques secos todavía existen, pero inactivos. Para respaldar los diques secos adicionales y la capacidad de la vía marítima, en la década de 1890 se construyeron varias estructuras, como grandes talleres mecánicos, un edificio administrativo y un edificio modelo.
A diferencia de otros astilleros de la Armada, el de Brooklyn era muy activo en la construcción naval. Uno de los barcos más notables construidos allí a fines del siglo XIX fue Maine, que se botó en 1895 y se destruyó en el puerto de La Habana en Cuba en 1898. USS Cincinnati, establecido en 1892 y comisionado en 1894.

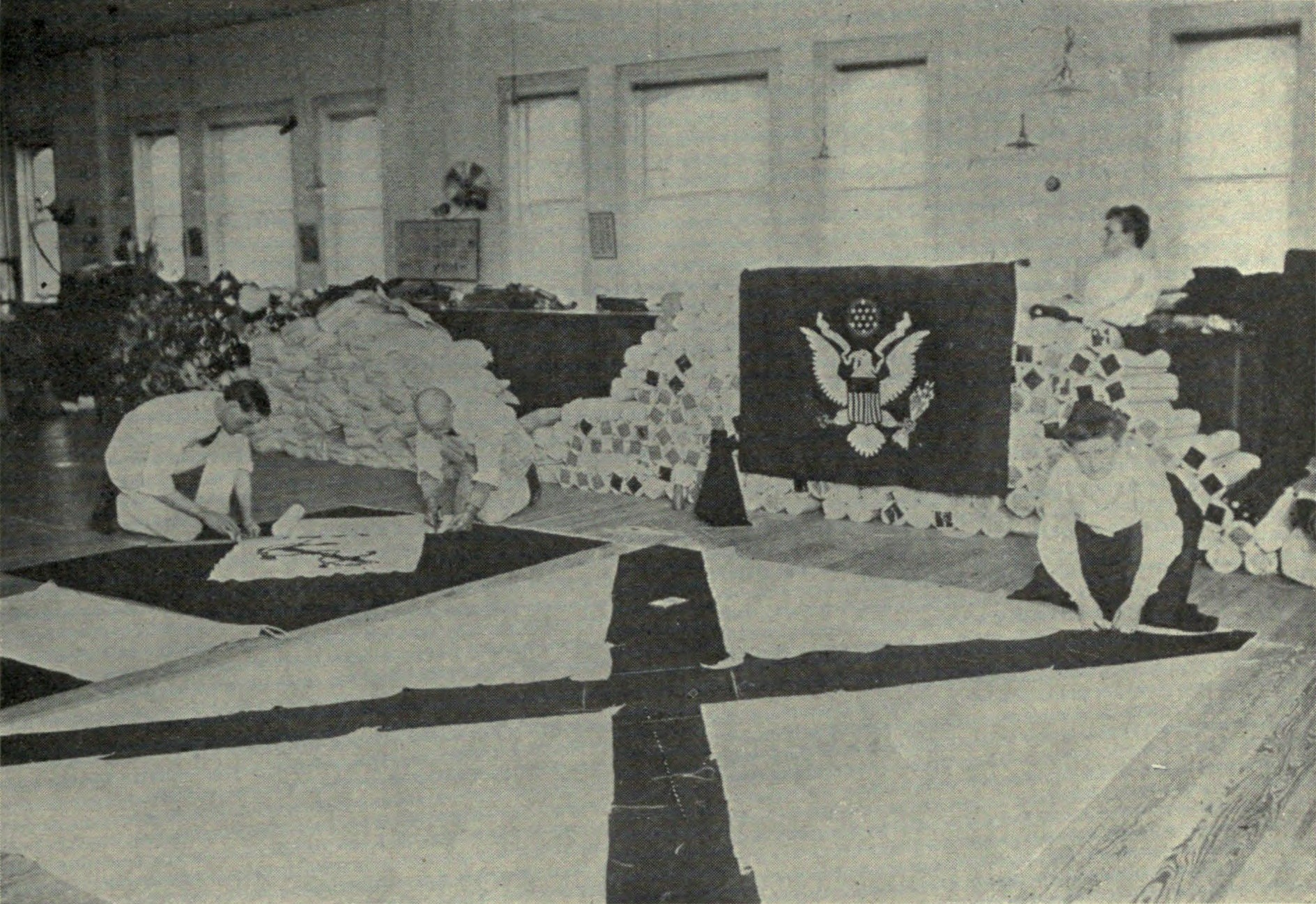
Quarterwoman Mary Ann Woods y hacedores de banderas haciendo la bandera del presidente en 1914

El astillero necesitaba grandes cantidades de banderas nacionales, banderines navales y sacos de lona para pólvora. Históricamente, la tarea de coser estos materiales había sido realizada por hombres, pero el astillero comenzó a contratar mujeres para la tarea debido a la necesidad de mano de obra calificada. A fines de la década de 1890, muchos de los fabricantes de banderas recién contratados por el astillero eran mujeres, y la mayoría eran viudas de soldados muertos en la guerra. Los fabricantes de banderas, que trabajaban hasta 14 horas al día, tenían que coser de 30 a 40 banderas por barco. Una de estas mujeres fue Mary Ann Woods, una costurera fabricante de banderas de primera clase que fue contratada en 1882 y ascendida a "Constructora de banderas Quarterwoman" en 1898.

### Operaciones delsigloXX

#### Años 1900 y 1910
Después de que Brooklyn se anexó a la ciudad de Nueva York en 1898, experimentó un rápido desarrollo, incluida la construcción de los puentes de Williamsburg y Manhattan a la isla de Manhattan, así como las primeras líneas de metro de Nueva York, que fueron construidas por Interborough Rapid Transit Company. El astillero se benefició de esto, ya que estaba muy cerca del puente de Manhattan, y los residentes de Manhattan podían acceder fácilmente al astillero. Había una gran fuerza laboral, compuesta principalmente por inmigrantes que habían llegado recientemente a través de Ellis Island. En este periodo se propuso trasladar el Navy Yard a Communipaw, o cerrarlo por completo, pero no tuvo éxito.
Tras la victoria de Estados Unidos en la Guerra hispano-estadounidense de 1898, el presidente Theodore Roosevelt, exsubsecretario de la Armada, aumentó la presencia de la Armada. Como tal, hizo arreglos para construir dieciséis barcos para una "gira de buena voluntad" por el mundo. El barco principal, USS Connecticut, se estableció en el Astillero Naval de Brooklyn en 1903 y se botó en 1904; también fue el buque insignia de la ConnecticutConnecticut acorazados Para acomodar la construcción de Connecticut, Building Way 1 fue reconstruido en 1903. En 1917 se construyó otra grada, Building Way 2, al mismo tiempo que se ampliaba Building Way 1. sBuilding Way 1 y 2 se denominaron colectivamente los Connecticut. Las vías de navegación se utilizaron para lanzar los Dreadnought, que eran grandes acorazados con cañones pesados. Uno de esos buques fue el USS Florida, el barco líder de la clase Florida acorazados, que fue botado en 1910. Otros acorazados líderes lanzados desde las vías de construcción de Connecticut incluyeron New York en 1912, Arizona en 1915, New Mexico en 1917, y Tennessee en 1919. En ese momento, todas las embarcaciones en el astillero se construyeron al aire libre, en lugar de dentro de las casas de construcción naval, ya que era más fácil para las grúas aéreas.
Durante este tiempo, se reconstruyó el paseo marítimo. El Dry Dock 4, de ladrillo y hormigón con capacidad para barcos de hasta 219 m de largo, fue planeado en 1900 y construido entre 1905 y 1913. Durante la construcción, problemas serios con arenas movedizas finalmente mataron a 20 trabajadores e hirieron a otros 400, y al cabo del tiempo fue conocido como el muelle "Hoodoo". Como cinco constructores privados diferentes abandonaran el proyecto, el gobierno federal intervino para completarlo. Junto con la construcción del Dry Dock 4, también se propuso alargar el Dry Dock 3 de madera de 203,6 a 243,8 m largo. También se construyeron una oficina de pagos, un taller / almacén de construcción y reparación y un cobertizo de locomotoras para el ahora desaparecido sistema ferroviario del astillero. Para 1914, el astillero abarcaba 114 acres (46,1 ha).

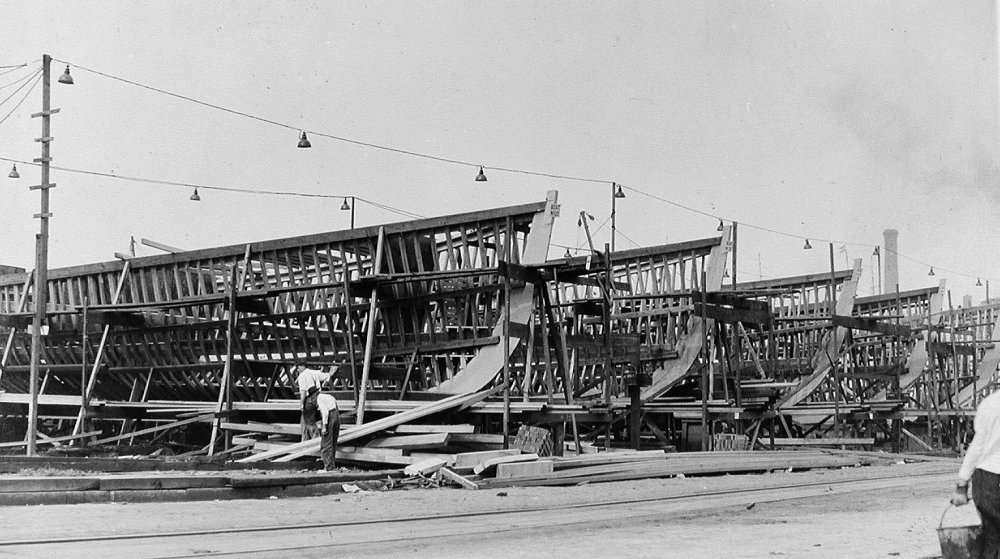
SC-1SC-1 cazadores de submarinos que se están construyendo en el Astillero Naval de Brooklyn en 1917

Aunque la Primera Guerra Mundial comenzó en 1914, se prolongó durante varios años hasta de la entrada de Estados Unidos en el conflicto el 6 de abril de 1917. La fuerza laboral del Astillero Naval de Brooklyn creció de 6000 a 18 000 miembros en un año, y se erigió un campamento temporal fuera de los terrenos del astillero. En preparación para la guerra, se emitieron tarjetas de identificación a los empleados para evitar el sabotaje, y se llevaron a cabo Liberty Loan Rallies en la tienda de botes. El secretario de la Armada, Josephus Daniels, argumentó que el astillero tenía que expandirse aún más hacia el oeste para permitir más actividades de construcción naval. Mientras tanto, las actividades no esenciales se trasladaron a la Terminal Bush en Sunset Park. Se construyeron varios edificios nuevos de cara al esfuerzo bélico, incluida una casa de máquinas, un almacén de suministros, un cobertizo para botes, un taller estructural y un taller de máquinas ligeras, así como el Muelle C y Machine Way 2. La mayoría de estas estructuras estaban conectadas a los cuatro diques secos y dos vías de navegación a través del sistema ferroviario del astillero. A fines de 1918, el gobierno federal había invertido 40 millones de dólares en el astillero (unos 721 millones de dólares de 2021).
Durante la Primera Guerra Mundial, los astilleros navales de Brooklyn, Boston, Charleston, Norfolk, Portsmouth y Filadelfia se especializaron en la construcción de naves de guerra. El Astillero Naval de Brooklyn se especializó en la creación de cazadores de submarinos, fabricando 49 de ellos en el lapso de dieciocho meses. La Primera Guerra Mundial terminó en 1919, y después de la guerra, Tennessee fue el último acorazado de la Primera Guerra Mundial construido en el astillero. No se completaron nuevos buques durante diez años hasta que USS Pensacola en 1929.

#### Años 1920 y 1930
En 1920, después de que terminó la Primera Guerra Mundial, el Astillero Naval de Brooklyn comenzó a construir South Dakota e Indiana, ambos acorazados de la clase South Dakota. El Tratado Naval de Washington de 1921–1922, un tratado de paz entre los Estados Unidos y otros cuatro países, limitó la construcción de acorazados, cruceros de batalla y portaaviones. Como resultado, no había necesidad de seguir construyendo South Dakota y el Indiana, ni de seguir empleando a los constructores navales que trabajaban en estos. En diciembre de 1921 ya se habían despedido 10 000 trabajadores. El trabajo en South Dakota e Indiana parcialmente terminados se detuvo en febrero de 1922, y se ordenó el desguace de ambos barcos. El Congreso no asignó fondos para la construcción de ningún otro barco. Como tal, hasta 1929, los trabajadores que quedaron se encargaron principalmente de reparar barcos en los diques secos.
Pensacola, uno de los ocho "barcos del tratado" autorizados en 1924 después de la conferencia de Washington, se botó desdel Astillero Naval de Brooklyn en abril de 1929. y se completó y se puso en servicio al año siguiente. Esto coincidió con el comienzo de la Gran Depresión, cuando la fuerza laboral de 4000 trabajadores se redujo en una cuarta parte. Debido a los retrasos en la firma del Tratado Naval de Londres, así como a la prórroga de dos años del tratado de Washington, la quilla del siguiente barco, New Orleans, solo se colocó en 1931. Sin embargo, el astillero permaneció abierto para labores de mantenimiento.
La elección del presidente Franklin D. Roosevelt en 1933, combinada con el desgaste de las relaciones con Alemania, Italia y Japón, resultó en la reanudación de las actividades de construcción naval para el astillero. USS Brooklyn, el barco líder de la BrooklynBrooklyn cruceros, se colocó en el astillero en marzo de 1935. A fines de 1935, se estaban construyendo diez cruceros. Dry Dock 4 se alargó ligeramente para acomodar la colocación de la quilla del acorazado North Carolina en 1937.
La nueva construcción requirió trabajadores adicionales. Para 1935, el astillero tenía 4000 trabajadores. Todos estaban bien pagados, recibían el valor de seis días de salario por cada semana laboral de cinco días, y los civiles recibían fondos de jubilación considerables según la duración de su servicio. El astillero empleó a 8200 hombres a mediados de 1936, de los cuales 6500 estaban construyendo barcos y 1700 fueron contratados a través de programas WPA. En 1938, el astillero empleaba a unos 10 000 hombres, de los cuales un tercio recibía salarios de la WPA. En ese momento, el vecindario circundante estaba deteriorado con varios salones y casas en ruinas, como se describe en la Guía de la ciudad de Nueva York de 1939 de la Works Progress Administration (WPA). Se esperaba que el trabajo adicional ayudaría a rehabilitar el área. Los trabajadores erigieron un incinerador de basura, un garaje, una oficina en una planta de carbón y un malecón; además, pavimentaron los caminos del astillero y colocaron nuevas vías férreas.

#### Segunda Guerra Mundial

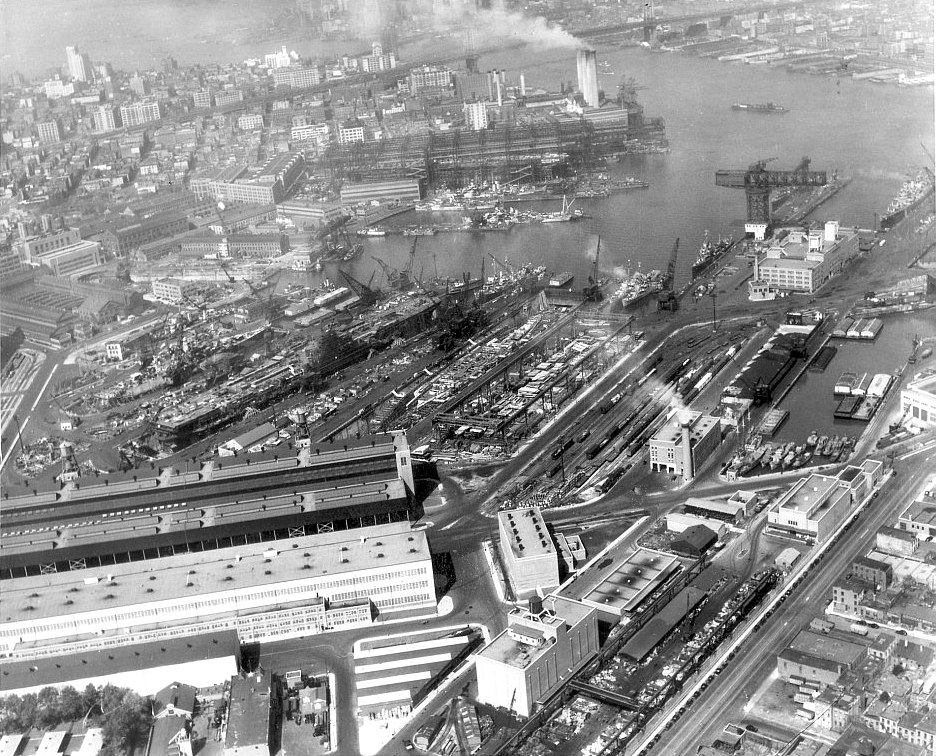
El astillero en 1945

En preparación para la Segunda Guerra Mundial, el astillero fue reconstruido extensamente. Se amplió ligeramente hacia el oeste en 0,61 ha, elevando su superficie total a 144 ha, y se eliminaron partes de la cuadrícula de calles de mediados del siglo XIX en favor de nuevos desarrollos. Estas estructuras incluyeron un edificio de 243,8 por 30,5 m, taller de torreta y montaje de un solo piso; la expansión de las vías de construcción de Connecticut; y el alargamiento Dry Dock 4. Para 1939, el patio tenía más de 8 km de calles pavimentadas, cuatro diques secos cuya longitud oscila entre 99 a 213 m, dos calzadas de acero y seis pantalanes y flotadores cilíndricos para trabajos de salvamento, cuartel de infantería de marina, una central eléctrica, una gran estación de radio y un ramal ferroviario, así como fundiciones, talleres mecánicos y almacenes. La nueva construcción involucró extensas operaciones de relleno sanitario, algunas de las cuales arrojaron artefactos que tenían siglos de antigüedad. En un caso, se encontró un bergantín de la prisión de la era de la Guerra de Secesión a 2,4 m bajo tierra, mientras que en otro, los trabajadores desenterraron un esqueleto que se cree que es de uno de los mártires del barco de la prisión.

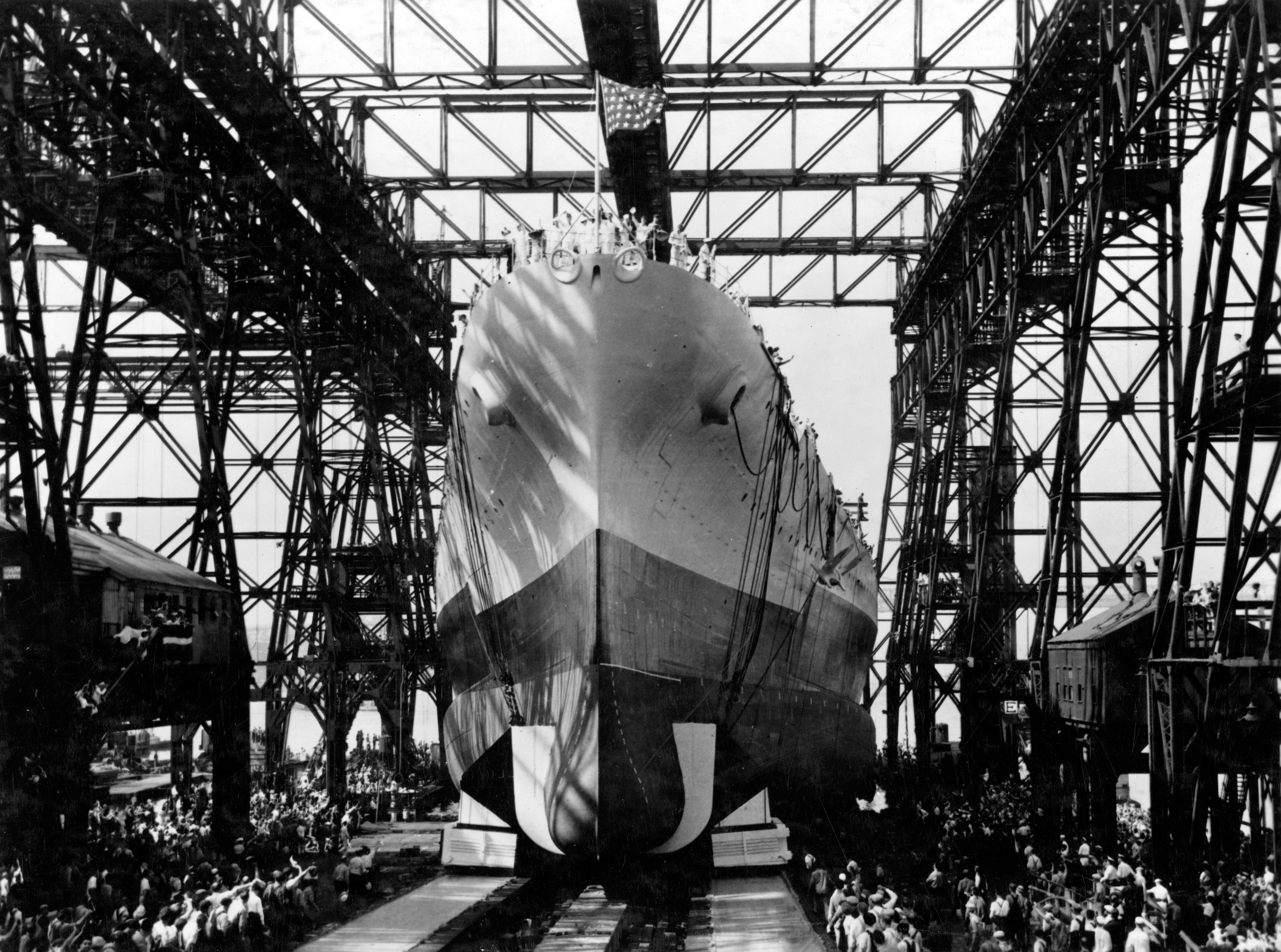
Lanzamiento de en junio de 1940

Los astilleros navales de Brooklyn y Filadelfia fueron designados para la construcción de acorazados. El primer acorazado de la era de la Segunda Guerra Mundial construido en el Astillero Naval de Brooklyn fue North Carolina, que comenzó a construirse en 1937 y se puso en servicio en abril de 1941. Un segundo acorazado, Iowa, comenzó a construirse en el astillero en 1939 y se completó en 1942. El tercer acorazado que se construyó en el astillero fue Missouri, que se botó en 1944 y fue el lugar de la rendición de Japón el 2 de septiembre de 1945. Después de la finalización de los acorazados, se realizaron dos pedidos de portaaviones: uno para el USS Bennington, establecida en diciembre de 1942, y otra para el USS Franklin D. Roosevelt, establecido en 1944. Según el Servicio de Parques Nacionales, el astillero finalmente construyó "tres acorazados, dos talleres flotantes, ocho barcos de desembarco de tanques e innumerables barcazas y gabarras". El astillero también equipó 250 barcos para la batalla y reparó 5000 barcos.
Para acomodar la construcción de los acorazados, se construyeron los diques secos 5 y 6. La Armada volvió a adquirir 10 ha, que se había vendido a la ciudad de Nueva York en la década de 1890 para crear Wallabout Market. Los planes originales eran construir los diques secos en Bayonne, pero esa ubicación no era adecuada debido a su proximidad a un arsenal de municiones, y los de Brooklyn se aprobaron en 1941. Los muelles tendrían 457 m de largo por 61 m de ancho y 18 m de profundo; en ese momento, no había acorazados tan grandes. Los muelles se construyeron finalmente con una longitud de 325 m, que aún los hizo más largos que cualquiera de los otros diques secos. Los contratos de construcción se adjudicaron en 1941. Varias estructuras fueron demolidas, incluido el mercado y el Cob Dock. Además, se completó una rama de Wallabout Basin que conducía al mercado, y se dragó 1 758 477 m³ de limo de la cuenca. También se rellenó la cuenca vecina de Kent Avenue en el lado este del sitio. Posteriormente, se clavaron 13 000 pilotes en el fondo arenoso de la cuenca y se vertieron doscientos encofrados de hormigón a razón de 268 m³ por hora. El Dry Dock 5 se completó en 1942. El trabajo también implicó la construcción de los muelles J y K, así como una grúa martillo 313 LT en el Muelle G, agregado en 1943.
El Astillero Naval de Brooklyn empleaba a 18 000 trabajadores en diciembre de 1941, justo después del ataque a Pearl Harbor. Cuando Estados Unidos entró oficialmente en la Segunda Guerra Mundial, aumentó el número de empleados. Para junio de 1942, se emplearon más de 42 000 trabajadores. El astillero inició operaciones 24/7 y se implementaron tres turnos de ocho horas. Además de la construcción naval, se crearon uniformes y banderas, así como alimentos empacados y provisiones de combate para marineros y soldados. Durante el apogeo de la Segunda Guerra Mundial, el astillero empleó a 75 000 personas y tenía una nómina mensual de 15 millones de dólares. Recibió el sobrenombre del "Astillero Can-Do" debido a su producción masiva en la construcción de docenas de barcos y el reemplazo de cientos más. Hasta que terminó la guerra en 1945, la Armada otorgaba anualmente al Astillero Naval de Brooklyn una "E" a la excelencia.
Durante la Segunda Guerra Mundial, el astillero comenzó a capacitar y emplear a mujeres y trabajadores pertenecientes a minorías en puestos que antes ocupaban hombres blancos que estaban en la guerra. Las mujeres construyeron principalmente barcos, aviones y armas, así como equipos de comunicaciones, armas pequeñas y artículos de caucho. Otras trabajaron en la división WAVES donde operaron equipos de comunicaciones y decodificaron mensajes. Había 200 mujeres empleadas en el Astillero Naval de Brooklyn en 1942. Estas enfrentaron discriminación sexual y una brecha salarial de género, lo que les impedía avanzar a puestos de mayor nivel, y muchas ocupaban puestos de "ayudantes" para los trabajadores hombres. Tras la Ley de Prácticas Justas de Empleo de 1941, los afroamericanos también fueron contratados para trabajos comerciales. Para enero de 1945, en el pico de empleo, 4657 mujeres trabajaban en oficios calificados como instaladoras de tuberías, electricistas, soldadoras, operadoras de grúas o camioneras Otras 2300 trabajaban en puestos administrativos. En total sumaban el 10% de la fuerza laboral del astillero, aunque esto era más bajo que la tasa de empleo femenino en toda la industria del 11,5%; las minorías, en su mayoría afroamericanos, constituían el 8% de la fuerza laboral. Tras la guerra, la mayoría de las mujeres fueron despedidas y, en 1946, la fuerza laboral de producción estaba compuesta en su totalidad por hombres. La fuerza laboral minoritaria siguió creciendo durante la década de 1960, cuando constituían una quinta parte de la fuerza laboral del astillero.
La Armada construyó al menos 18 edificios en el astillero durante la Segunda Guerra Mundial, utilizando cualquier terreno disponible. Estas estructuras incluían un laboratorio de prueba de materiales, una fundición, dos talleres de subensamblaje, un taller de máquinas de artillería y un taller de oficios de construcción. Las estructuras de subensamblaje se construyeron al final de cada dique seco; cada uno medía 800 por 100 pies (243,8 por 30,5 m) de perímetro y 105 pies (32,0 m) alto. Fabricaron secciones de los barcos antes de que las piezas terminadas se unieran al casco, lo que, junto con la introducción de la soldadura, permitió una mayor eficiencia en el proceso de construcción naval. Otra gran estructura construida en el Navy Yard fue el Building 77, un edificio de dieciséis pisos que sirvió como sede del patio, así como también como espacio de almacenamiento. Además, se construyó un desarrollo habitacional exclusivo para trabajadores del astillero en Fort Greene, un vecindario ubicado inmediatamente al sur del astillero. El desarrollo, Fort Greene Houses, se completó en 1942. Se construyó un intercambio de películas para las fuerzas armadas en el extremo este del astillero, cerca del hospital naval, y sirvió para restaurar, revisar y distribuir películas para uso de las tropas de la Armada en todo el mundo.

#### Después de la Segunda Guerra Mundial
En noviembre de 1945, el astillero pasó a llamarse formalmente "Astillero Naval de Nueva York", según una orden del gobierno federal. Desde el establecimiento del astillero en 1801 hasta el cambio de nombre, el astillero había sido nombrado oficialmente "Astillero Naval de Nueva York", pero el público popularmente se refería al astillero como "Astillero Naval de Brooklyn", y el gobierno lo llamó "Astillero Naval de los Estados Unidos, Brooklyn". Según un oficial naval, el cambio de nombre se realizó porque "conduciría a una mayor eficiencia".
Tras la Segunda Guerra Mundial en 1945, la demanda industrial en Brooklyn disminuyó drásticamente y muchas familias blancas se mudaron de Brooklyn a los suburbios de Long Island. Se construyeron desarrollos de viviendas públicas en torno al astillero. La construcción de la autopista elevada Brooklyn-Queens hacia el sur aisló aún más el astillero de la comunidad circundante, aunque el segmento de la autopista cerca del astillero naval no se abrió hasta 1960. La fuerza laboral se redujo a unas 10 000 personas a fines de 1947. Al mismo tiempo, la Armada estaba vendiendo la flota no utilizada y se estaban otorgando nuevos contratos para embarcaciones de la Armada a astilleros privados. El Astillero Naval de Nueva York celebró su 150 aniversario en 1951. En ese momento, se había especializado en la fabricación de portaaviones, de los cuales había tres en construcción.

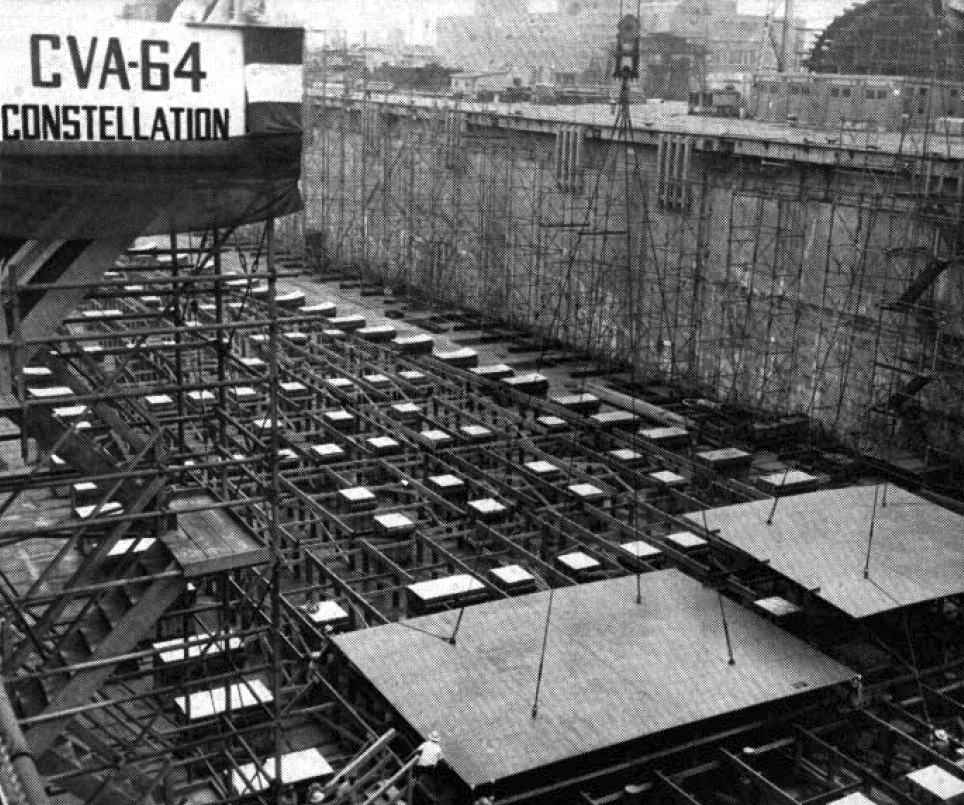
Colocación de la quilla del en el astillero naval de Nueva York en 1957

Cuando comenzó la guerra de Corea en 1950, el astillero se reactivó temporalmente y, para 1953, tenía 20 000 trabajadores. En esta época se comenzó a reacondicionar portaaviones para acomodar aviones a reacción. Por ejemplo, en 1952, se renovó el Antietam de la era de la Segunda Guerra Mundial para convertirlo en el primer portaaviones de cubierta en ángulo. Un contrato para la construcción de Constellation, un súper portaaviones, fue otorgado al Astillero Naval de Nueva York en agosto de 1952. También fue contratado para construir Saratoga e Independence a fines de los años 1950, así como seis transportes anfibios en los años 1960. A pesar de esta mayor actividad, el Astillero Naval de Nueva York perdió aproximadamente la mitad de su fuerza laboral cuando terminaron las hostilidades de la guerra de Corea en 1953.
La quilla del Constellation se colocó en 1957. Constellation estaba casi completo cuando sufrió daños en un gran incendio el 19 de diciembre de 1960, que mató a 49 personas e hirió a otras 323. Esto provocó que su puesta en servicio se retrasara varios meses, hasta octubre de 1961. Además de los daños sufridos por el incendio del Constellation, el Astillero Naval de Nueva York se iba quedando poco a poco obsoleto tecnológicamente. Los barcos más nuevos eran demasiado grandes para pasar por debajo de los puentes cercanos de Manhattan y Brooklyn, por lo que no podían llegar al astillero. El número de trabajadores en el astillero naval de Nueva York siguió disminuyendo y, en 1963, esto atrajo la atención del senador estadounidense Kenneth B. Keating, quien intentó preservar los 11 000 puestos de trabajo restantes.

### Cierre
En 1963, el secretario del Departamento de Defensa, Robert S. McNamara, comenzó a estudiar la viabilidad de cerrar instalaciones militares redundantes, especialmente astilleros navales, para ahorrar dinero. El Departamento de Defensa anunció en mayo de 1964 que estaba considerando cerrar el Astillero Naval de Nueva York, así como Fort Jay y la Terminal del Ejército de Brooklyn. Los trabajadores protestaron contra el cierre propuesto del astillero en Washington D. C., así como en el Madison Square Garden. Como resultado del cierre anticipado, se otorgaron nuevos contratos de construcción naval a constructores navales privados en lugar de al astillero. En octubre de 1964, después del cabildeo de los trabajadores del astillero y los políticos locales, el astillero recibió varios contratos de construcción naval; en ese momento, el número de empleados era de 9100 y estaba disminuyendo. Sin embargo, al mes siguiente, McNamara anunció que el astillero sería una de las casi cien instalaciones militares que se cerrarían.
Cuando se anunció el cierre, el astillero tenía 10 600 empleados civiles y 100 militares con una nómina anual de unos 90 millones de dólares. Se anticipó que el cierre ahorraría unos 18,1 millones de dólares anuales. Muchos empleados eran constructores navales especialmente capacitados en esa práctica. Estos hicieron un intento de última hora para disuadir a la Armada de cerrar el astillero. A pesar de estos intentos, en enero de 1965, los funcionarios anunciaron que el cierre estaba programado para el 30 de junio de 1966 y comenzaron a despedir a los 9500 trabajadores restantes. A mediados de año, solo había 7000 trabajadores en nómina.

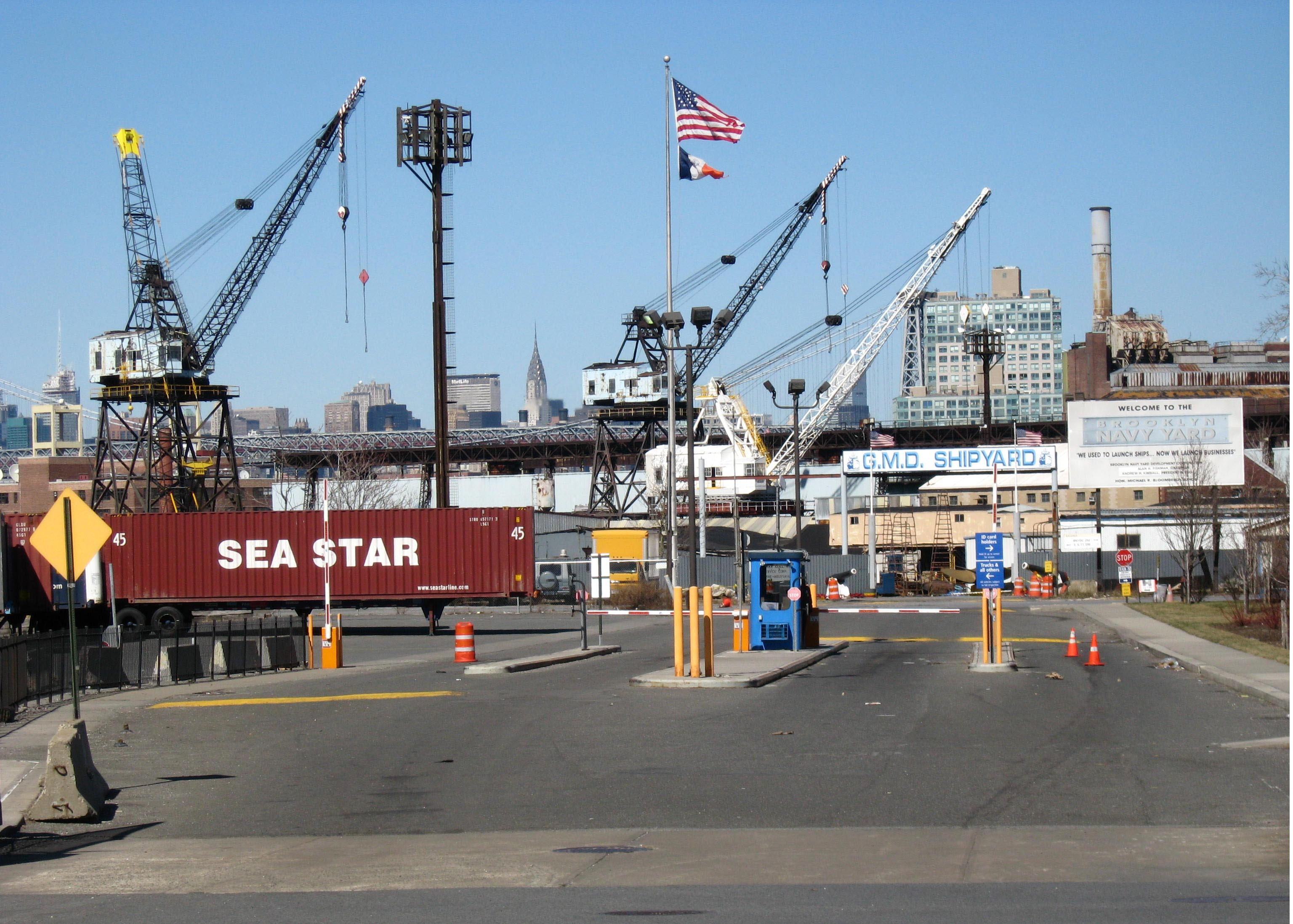
Puerta de la avenida Clinton

Después de que se anunció el cierre, se propusieron varios usos alternativos, ninguno de los cuales se implementó. A principios de 1965, los fabricantes comenzaron a considerar la posibilidad de alquilar espacio en el astillero. Seymour Melman, ingeniero economista de la Escuela de Graduados de Ingeniería de la Universidad de Columbia, ideó un plan detallado para convertir el sitio en un astillero comercial que podría haber salvado la mayoría de los trabajos calificados en los astilleros. La administración del alcalde Robert F. Wagner Jr. miró a la industria automotriz para construir una planta de automóviles dentro del patio. Otro plan requería que se construyera una prisión federal en el sitio.
En agosto de 1965, la Armada botó su último barco desde el Astillero Naval de Nueva York, la clase Austin Duluth. Los últimos barcos de la Armada se pusieron en servicio en el astillero en diciembre de 1965. El cierre formal estuvo marcado por una ceremonia el 25 de junio de 1966, y la Armada desmanteló el astillero el 30 de junio. Posteriormente, muchos de los trabajadores encontraron otro trabajo en el Astillero Naval de Filadelfia u otros lugares.

### Venta a la ciudad, uso comercial y declive
En febrero de 1966, el gobierno federal anunció que el astillero era elegible para recibir unos 10 millones de dólares en ayuda para ayudar a convertir el patio en un parque industrial. La delegación congresional bipartidista del estado inició negociaciones con el gobierno federal para recibir esta ayuda. Poco después, la ciudad anunció planes para comprar el patio y convertirlo en un complejo industrial, a pesar de los desafíos de varias agencias federales que también querían usar partes del patio. En julio de 1966, la ciudad se movió para comprar el astillero.
La administración de Lyndon B. Johnson inicialmente se negó a vender el patio a la ciudad de Nueva York, pues quería 55 millones de dólares y la ciudad ofrecía un precio más bajo. En mayo de 1967, el gobierno federal y la ciudad acordaron un precio de venta de 24 millones de dólares. La administración de Richard Nixon, que asumió el cargo en enero de 1969, ofreció vender el patio a más de 1 millón de dólares por debajo del precio de venta previamente acordado. Al mes siguiente, la propiedad del patio se transfirió. El acuerdo final del Congreso para la venta se dio en noviembre de 1969, y al mes siguiente, Nueva York recibió un contrato formal para comprar el patio por 22,5 millones de dólares. El gobierno de la ciudad hizo su primer pago inicial por la propiedad en junio de 1970.

#### Primeros arrendamientos

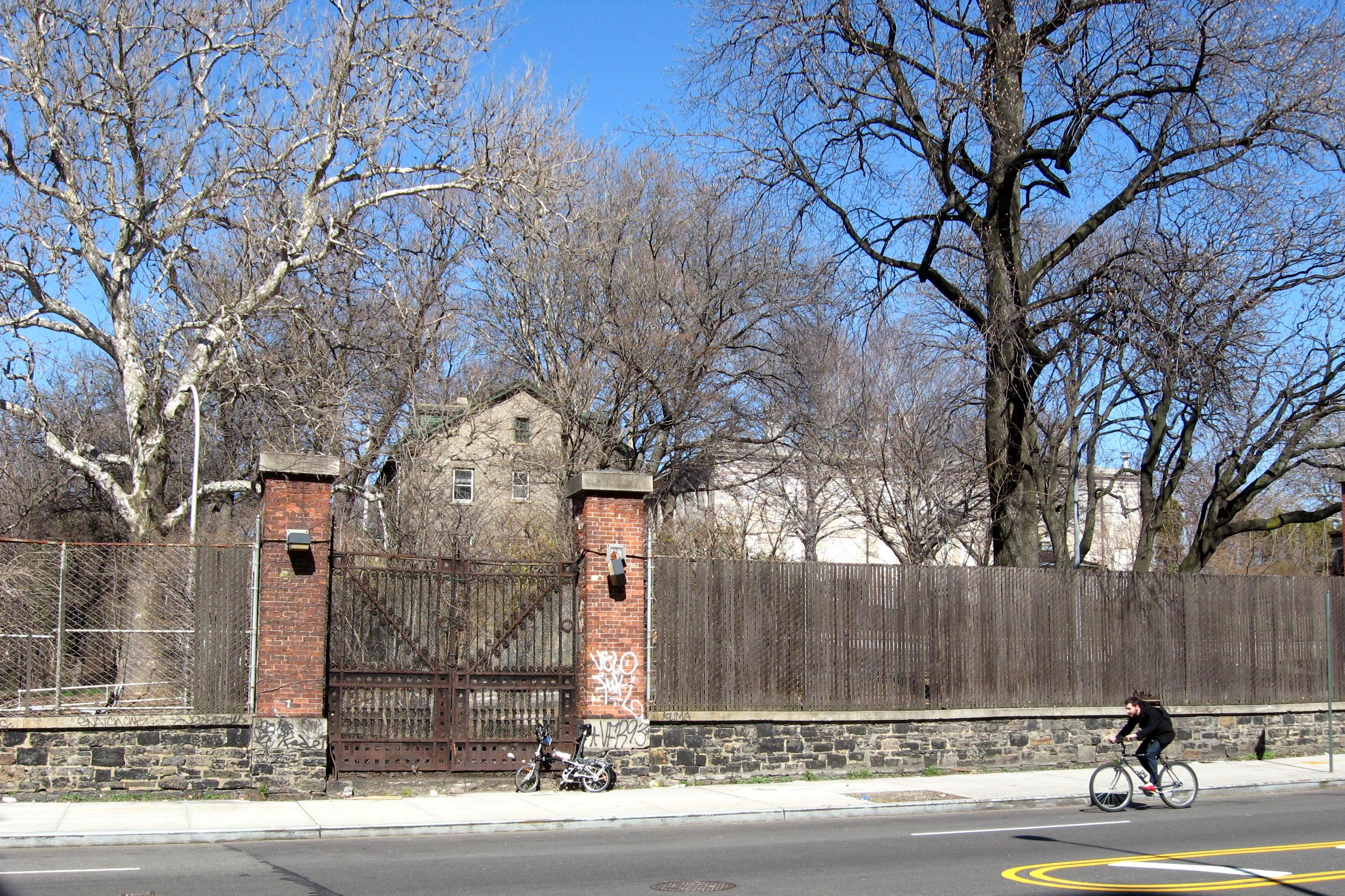
Vivienda base en la puerta de Ryerson Avenue

La Corporación de Industria Laboral de Comercio de Kings (CLICK) se estableció en 1966 como un organismo sin fines de lucro para administrar el patio de la ciudad. La CLICK proyectó que crearía entre 30 000 y 40 000 puestos de trabajo en el astillero dentro de diez años, lo que a su vez se esperaba que revitalizara la economía de Brooklyn. El primer contrato de arrendamiento dentro del patio se firmó en mayo de 1968, incluso antes de que se concretara la venta a la ciudad. A principios de 1969, había 300 personas trabajando en cuatro empresas dentro del astillero y se estaban mudando más empresas. Los inquilinos del astillero operaban en una diversas industrias, como la fabricación y la distribución.
La ciudad le dio a la CLICK el control del astillero cuando finalizó la compra. Sin embargo, pronto llegaron a un callejón sin salida en el que la CLICK se negó a permitir que la ciudad participara en la gestión del sitio. Hubo denuncias de que los ejecutivos de la CLICK preferían otorgar puestos de trabajo a los residentes locales, en lugar de ayudar a las empresas a mudarse al patio. En 1971, The New York Times informó que la CLICK estaba operando con pérdidas netas y que había creado menos de la mitad de los puestos de trabajo prometidos para diciembre del año precedente. Para diciembre de 1971, la CLICK y la ciudad tenían un acuerdo de gestión. La administración de la CLICK se revisó por completo con una junta de 37 directores independientes que acordaron que esta sería una "organización unificada y profesional", en lugar de un grupo influenciado por la política.

#### Picos de empleo
Seatrain Shipbuilding, que era propiedad total de Seatrain Lines, se estableció en 1968 y firmó un contrato de arrendamiento en el astillero en 1969. El contrato de arrendamiento tenía una disposición de que Seatrain contratara trabajadores locales siempre que fuera posible, Seatrain se convirtió en uno de los mayores inquilinos del astillero, con 2700 empleados en 1973, la mayoría residentes de Brooklyn. Seatrain planeó construir cinco transportadores de crudo muy grandes (VLCC) y siete portacontenedores para Seatrain Lines. Eventualmente construyó cuatro VLCC, que fueron los barcos más grandes jamás construidos en el astillero, así como ocho barcazas y un rompehielos. El primer barco de Seatrain, el turbotanque Brooklyn, se botó en 1973. Coastal Dry Dock and Repair Corp. arrendó los tres pequeños diques secos y varios edificios dentro del patio de CLIC en 1972. Coastal Dry Dock solo reparó y convirtió embarcaciones de la Armada
Seatrain despidió temporalmente a 3000 empleados en 1974 debido a la crisis del petróleo de 1973, lo que resultó en una fuerte disminución en la plantilla del astillero. Poco después, Seatrain comenzó a aventurarse fuera del negocio de la construcción naval. El último barco que se construyó en el astillero fue el VLCC Bay Ridge, construido por Seatrain; ese barco pasó a llamarse Kuito y está operando para Chevron frente a las costas de Angola en 400 m de agua en el campo petrolero de Kuito.
El empleo dentro del patio alcanzó su punto máximo en 1978. En ese momento, la CLICK estaba arrendando espacio dentro del astillero a 38 inquilinos, que en conjunto empleaban a 5500 inquilinos y ocupaban 325 161 m² de espacio. El patio tenía otros 51 096,7 m² adicionales, pero solo se consideraron utilizables 557,4 m² en ese momento. La ocupación total fue del 97 %, frente al 50 % en 1972.

#### Rechazo

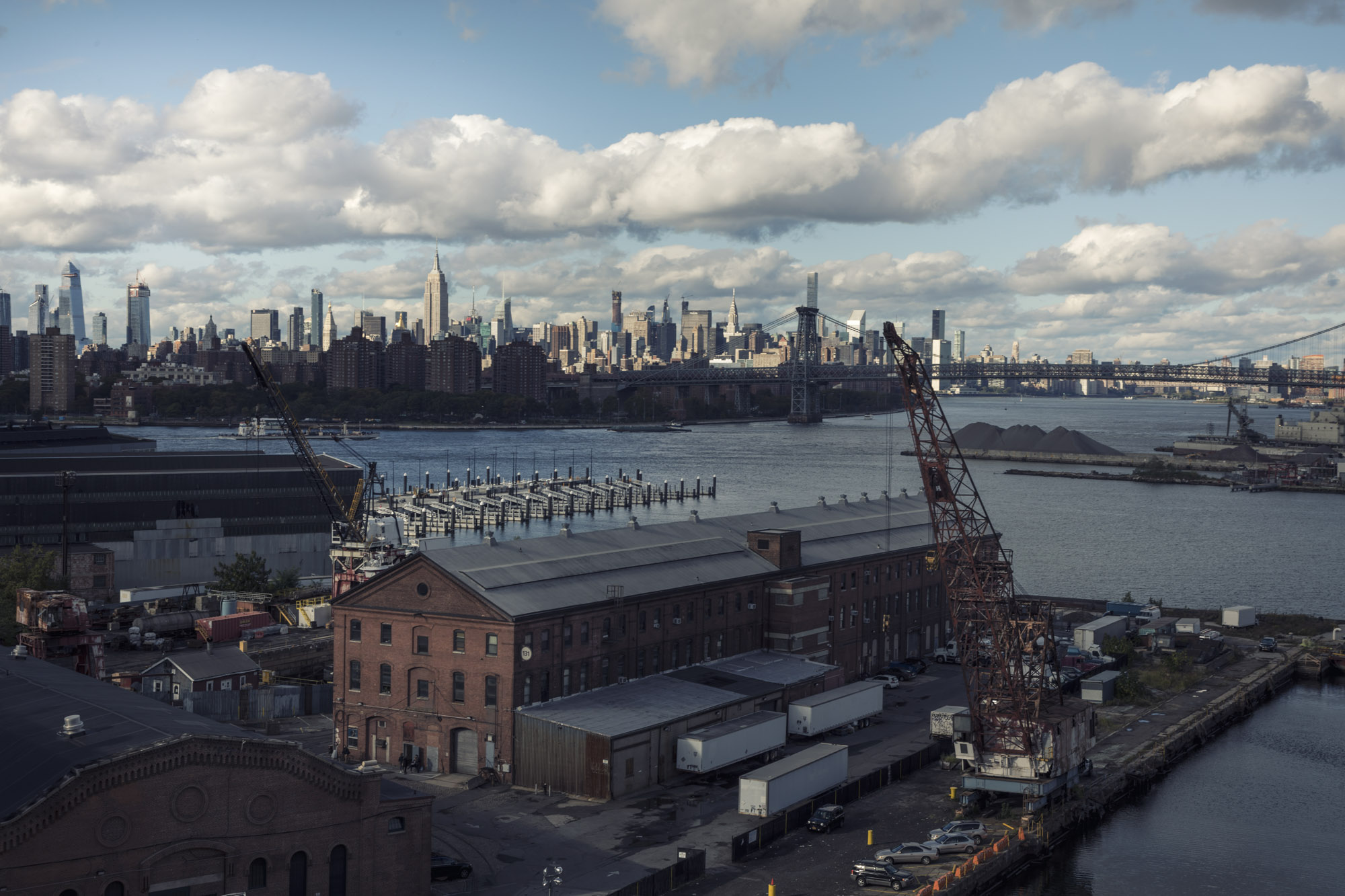
Vista desde cerca del Dry Dock 4

A pesar de su éxito comercial, el astillero fue objeto de acusaciones de corrupción y extorsión. Además, la introducción de grandes buques portacontenedores, significó el desplazamiento de las operaciones hacia Nueva Jersey, que había estado invirtiendo en infraestructuras específicas para esos contenedores. Como resultado, no se crearon decenas de miles de puestos de trabajo.
Seatrain sufrió una pérdida financiera de 13,5 millones de dólares en 1978 debido a varias huelgas y una disminución en la demanda de petroleros. En enero de 1979, Seatrain Lines cerró repentinamente. Más de 1300 empleados fueron despedidos y solo 150 fueron retenidos para terminar los proyectos restantes. Esto provocó una fuerte disminución en la cantidad de empleados en el astillero y, después de que se despidió a los empleados de Seatrain, el Astillero Naval de Brooklyn empleó a 3970 personas. Tras el cierre de Seatrain, Coastal Dry Dock se convirtió en el inquilino más grande del astillero, y en un momento dado tuvo entre 600 y 1000 trabajadores.
El contralor de la ciudad de Nueva York, Harrison J. Goldin, publicó un informe sobre la auditoría de su oficina de las operaciones del astillero en julio de 1980. Concluyó que este había sido víctima de "una combinación de fraude, mala gestión y despilfarro" debido a gastos innecesarios o elevados incurridos por los empleados de la CLICK. Después de que se publicó el informe de Goldin, el director de esa corporación se vio obligado a renunciar. En informes posteriores, Goldin descubrió que los contratos estaban mal administrados, y que la ciudad no estaba recibiendo dinero para el alquiler del astillero. La plantilla laboral del astillero siguió disminuyendo y, en octubre de 1980, contrató a 2900 personas, de las cuales casi la mitad trabajaban en Coastal Dry Dock. Las estimaciones más optimistas propusieron que el astillero vería 10 000 nuevos puestos de trabajo agregados si su remodelación llegara a su punto máximo. Los residentes locales expresaron su frustración porque los puestos de trabajo no se materializaban y por la poca transparencia de la CLICK (a cuyas les prohibió asistir a las reuniones). Además, se acusó a las empresas del astillero de tener estándares de trabajo extremadamente altos que descalificaban a la mayoría de los residentes para puestos en el astillero. la CLICK fue reemplazado por la Brooklyn Navy Yard Development Corporation sin fines de lucro en 1981.
Coastal Dry Dock se declaró en quiebra en mayo de 1986, y cerró al año siguiente. Con esa pérdida, los ingresos del astillero se redujeron en más de la mitad. En 1987, la Brooklyn Navy Yard Development Corporation no logró arrendar ninguno de los seis diques secos y edificios. Sin embargo, el astillero tenía 83 inquilinos y 2600 empleados, quienes generaron un total de 2,7 millones de dólares anuales. Otra empresa de reparación de barcos, Brooklyn Ship Repair, tenía un contrato tentativo para arrendar espacio en el astillero, pero se retiró en 1988. Por otro lado, después de que la ciudad rescatara el astillero en 1986, la Brooklyn Navy Yard Development Corporation comenzó a obtener su primera ganancia.

#### Incinerador
Se propuso un incinerador de basura en el Astillero Naval de Brooklyn ya en 1967. La ciudad propuso que el incinerador se duplicara como una planta de cogeneración, generando calor y electricidad a partir de la quema de basura, y suministrando ese calor y energía a la empresa de servicios públicos Consolidated Edison. El incinerador no solo reduciría la cantidad de desechos que se colocan en el vertedero de Fresh Kills en Staten Island y en el vertedero de Fountain Avenue en el este de Brooklyn, sino que también generaría electricidad para. En 1976, el alcalde Abraham Beame propuso construir un incinerador y una planta de energía combinados en el astillero. Más tarde ese año se adjudicó un contrato y se estimó que el incinerador costaría 226 millones de dólares. Una planta de cogeneración "temporal", que generó vapor para los inquilinos del astillero, abrió a fines de 1982 como un recurso provisional hasta que se construyera un incinerador permanente.
El proyecto tuvo una gran oposición de la comunidad de los residentes judíos latinos y jasídicos de la cercana Williamsburg. El alcalde Ed Koch retiró dos ofertas de contrato en 1982 debido a las objeciones del contralor Goldin, quien afirmó que los efectos sobre la salud de la planta propuesta serían perjudiciales para la comunidad. En diciembre de 1984, la Junta de Estimaciones de la Ciudad de Nueva York aprobó por un estrecho margen la instalación del incinerador propuesto en el astillero, uno de los cinco sitios que se construirán en la ciudad en los próximos años. Sin embargo, el estado se negó a otorgar un permiso para construir la planta durante varios años, alegando que la ciudad no tenía un plan de reciclaje. El incinerador propuesto fue un tema clave en las elecciones a la alcaldía de 1989 porque los residentes judíos jasídicos de Williamsburg que se opusieron al incinerador también eran políticamente poderosos. David Dinkins, quien finalmente ganó las elecciones a la alcaldía de 1989, hizo campaña con la postura de que el plan del incinerador del astillero debería suspenderse. El estado negó un permiso para el incinerador en 1989, afirmando que la ciudad no tenía ningún plan para reducir las emisiones de cenizas de la planta.
Una vez elegido, Dinkins tomó medidas que indicaban que no se opondría a la construcción del incinerador. En 1993, el estado revocó su decisión anterior y otorgó un permiso. Para entonces, Rudy Giuliani había sido elegido alcalde y se oponía a la construcción del incinerador, prefiriendo en cambio que la ciudad instituyera un plan de reciclaje. En 1995, su administración retrasó la construcción del incinerador por tres años mientras la ciudad obtenía un nuevo plan de gestión de residuos sólidos. En noviembre de ese año, los miembros de la comunidad interpusieron una demanda para bloquear la construcción del incinerador. La investigación adicional del sitio propuesto encontró que había sustancias químicas tóxicas presentes en niveles tan altos que el sitio calificaba para la limpieza ambiental Superfund. Al año siguiente, la ciudad abandonó por completo los planes y, en cambio, se centró en expandir su programa de reciclaje y cerrar el vertedero Fresh Kills.

### Redesarrollo industrial

#### Años 1990 y 2000

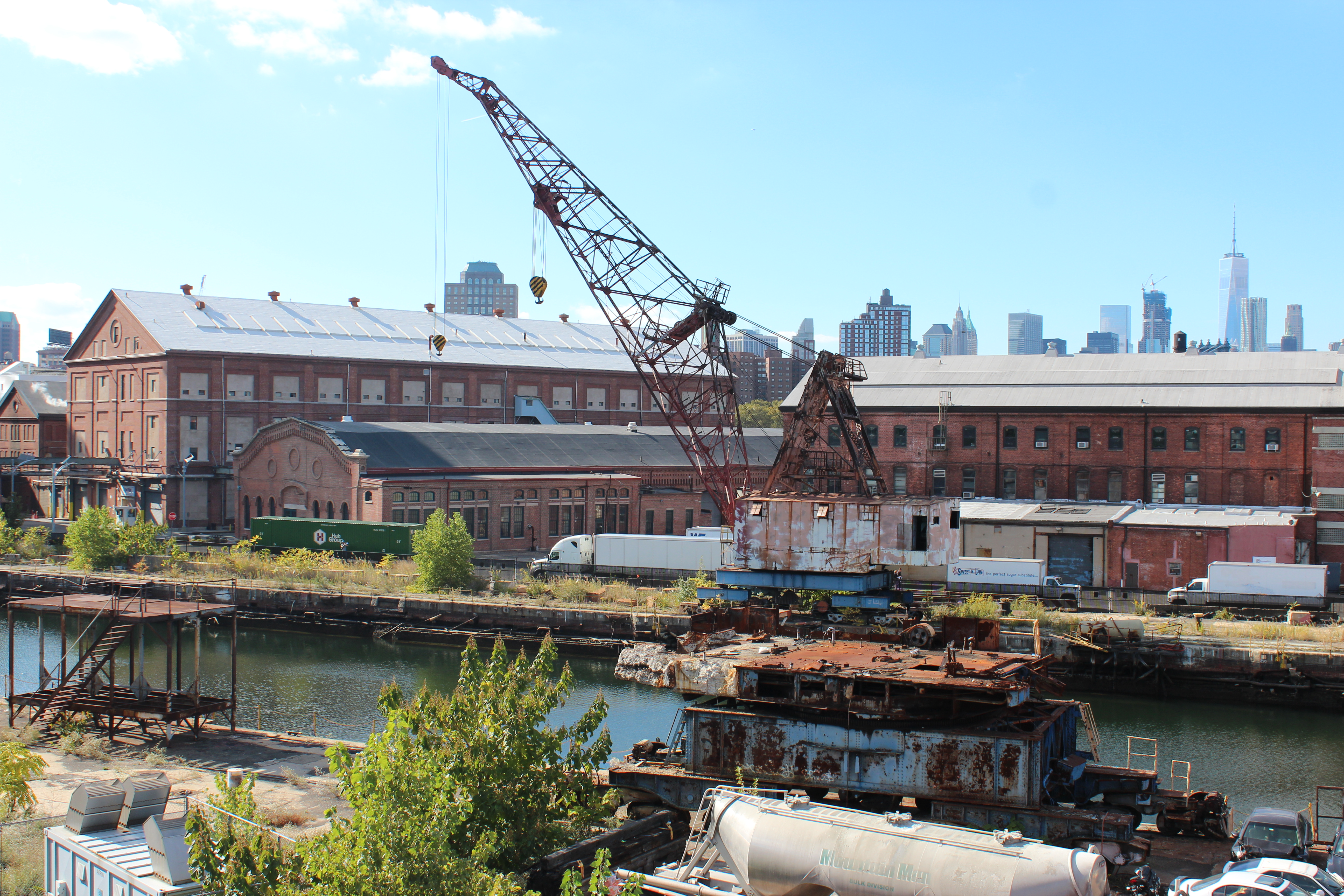
Almacenes junto al Dry Dock

Después del declive de la construcción naval en el astillero, se convirtió en un área de actividad comercial y de fabricación privada, aunque un destacamento naval permaneció allí hasta 1993. A principios de la década de 1990, hubo un gran aumento en la cantidad de pequeñas empresas en el astillero debido a su proximidad a Manhattan, así como a una gran disponibilidad de espacio a un costo relativamente bajo. En 1990, veintidós pequeñas empresas firmaron contratos de arrendamiento de 8175 m², y al año siguiente, las partes habitables del astillero estaban alquiladas en un 97 %. En 1991 había 180 inquilinos que contrataron a un total de 3500 empleados. La remodelación del Astillero Naval de Brooklyn y de la Brooklyn Army Terminal generó ideas para revitalizar el paseo marítimo de Brooklyn. Debido a la oposición de la comunidad, no se construyó una planta de tratamiento de desechos médicos en el astillero.
En 1995, se inició la construcción de una nueva planta de cogeneración, la primera en los Estados Unidos en ser construida bajo las especificaciones de la Ley Federal de Aire Limpio. La nueva instalación de cogeneración, ubicada en el Building 41, debía reemplazar la instalación temporal, así como las plantas de calderas de petróleo existentes en el sitio. Se completó en 1996 y es operado por ConEdison. También en 1996, la Brooklyn Navy Yard Development Corporation recibió 739 000 dólares para estudiar posibles usos para el astillero. Los líderes comunitarios apoyaron la construcción de viviendas en el patio, mientras que se opusieron a la construcción del propuesto incinerador de basura. La ciudad comenzó a incluir el astillero dentro de su presupuesto de capital en 1997, asumiendo el mantenimiento del patio.
En abril de 1999, el actor Robert De Niro y Miramax Films anunciaron que estaban estudiando la posibilidad de construir un estudio de cine en el astillero. Pero el trato con el grupo de De Niro fracasó más tarde ese año, en parte debido a la falta de compromiso. La ciudad seleccionó a un nuevo desarrollador, Douglas C. Steiner, quien firmó un contrato de arrendamiento de 70 años en octubre de 1999. La propuesta fue inicialmente controvertida entre la población judía jasídica, cuyos líderes objetaron que la industria cinematográfica era demasiado inmodesta. En última instancia, Steiner Studios se construyó a un costo de 118 millones de dólares y se inauguró en el astillero en 2004.
A principios de 2000, el gobierno de la ciudad de Nueva York lanzó un programa llamado Digital NYC para convencer a las empresas de tecnología de mudarse a siete "distritos tecnológicos" en la ciudad, incluido el Astillero Naval de Brooklyn. Inicialmente, no se logró a este atraer a ninguna empresa. En 2004, el alcalde Michael Bloomberg anunció que la ciudad desarrollaría el lado oeste del astillero con 52 m² para usos manufactureros, minoristas e industriales. El desarrollo costaría $71 millones de dólares, a cargo de los inversionistas, mientras que la ciudad también gastaría $60 millones de dólares para mejorar la infraestructura en el área. En ese momento, había un muro que encerraba gran parte del astillero, pero iba a ser demolido parcialmente como parte de la mejora. La antigua puerta principal en la calle Sands, en el lado oeste del patio, se iba a restaurar, y la libra de remolque del Departamento de Policía de la Ciudad de Nueva York (NYPD) se reubicaría allí.
La ciudad inició la expansión en 2006. Durante las renovaciones, los planificadores consultaron algunos de los 32 000 planos, algunos de los cuales databan de hace dos siglos. Para 2007, Navy Yard tenía más de 230 negocios en 40 edificios, con unos 5000 empleados entre ellos. En ese momento, la administración de Bloomberg ya había gastado 30 millones de dólares en renovaciones y proponía gastar 180 millones adicionales, lo que representa la expansión más grande del astillero desde la Segunda Guerra Mundial. Aunque este había estado ocupado en un 99 % durante los cinco años anteriores, enfrentó contratiempos como la gran distancia que lo separaba del sistema de metro. Otras mejoras requirieron 250 millones de dólares para agregar 120 774 m² de espacio comercial y de fabricación, así como 1500 puestos de trabajo para 2009. En este proceso el Admiral's Row iba a ser demolido y reemplazado por un supermercado y una torre industrial, pero se desarrolló una controversia sobre su eventual conservación. En 2010 se propusieron unos 40 proyectos de preservación, y el patio tenía un archivista de tiempo completo.

#### Años 2010

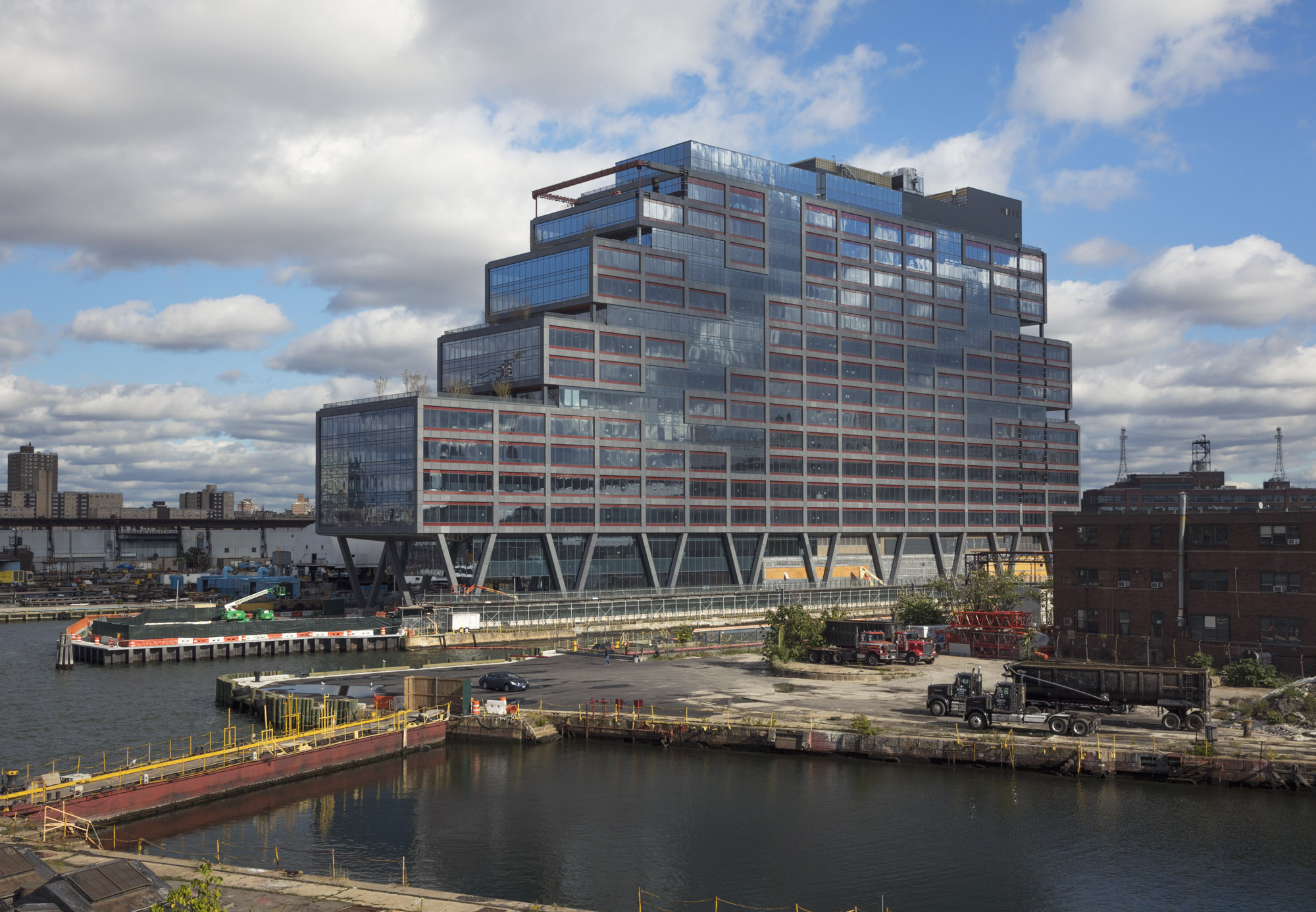
El muelle 72 (visto en 2018), ubicado en la esquina noreste del Astillero Naval de Brooklyn, albergaría las oficinas de WeWork cuando esté terminado

En 2011, la Brooklyn Navy Yard Development Corporation inició un programa a gran escala para desarrollar el astillero. Como parte del plan a largo plazo de la corporación, propuso renovar el Green Manufacturing Center, Building 77, el sitio de Admiral's Row y el Brooklyn Naval Hospital. Ese noviembre, se inauguró en Flushing Avenue el Brooklyn Navy Yard Center en BLDG 92, un museo dedicado a la historia y el futuro del astillero.
Para 2015, más de 330 empresas estaban ubicadas en el patio, que en conjunto empleaban a unas 7000 personas. Brooklyn Grange Farms estaba operando un 6039 m² finca comercial en la parte superior del Building 3. Steiner Studios se había convertido en uno de los estudios de producción más grandes de los Estados Unidos fuera de Hollywood. Muchos artistas también alquilaron un espacio y establecieron una asociación llamada Brooklyn Navy Yard Arts. Se contrató a la agencia de marca CO OP Brand Co para cambiar la marca del área.
La remodelación de Admiral's Row finalmente se aprobó en 2015; como parte del plan, la mayor parte de Admiral's Row sería demolida y remodelada. El Green Manufacturing Center de 23 226 m², dentro del antiguo Building 128, se completó en 2016. Dock 72, un edificio de oficinas de 62 710 m², se completó en octubre de 2017 y alberga oficinas para WeWork, un espacio de trabajo conjunto. Una renovación de la 92 903 m², el Building 77 de 18 pisos se llevó a cabo a un costo de 143 millones de dólares, y el edificio fue reabierto en noviembre de 2017. La construcción en 399 la calle Sands, un complejo de fabricación en el sitio de Admiral's Row, comenzó en junio de 2018 y se espera que abra en 2021. Un supermercado Wegmans adyacente abrió en 2019, junto con parte del estacionamiento de 399 Sands. La remodelación de Admiral's Row incluiría 33 445 m² de espacio industrial ligero y de oficinas y 15 329 m² de espacio comercial.
Durante las primarias presidenciales demócratas de 2016, Hillary Clinton y Bernie Sanders celebraron un debate en el Building 268, Duggal Greenhouse. En julio de ese año Clinton celebró la nominación del partido en el astillero.
En enero de 2018, la Brooklyn Navy Yard Development Corporation publicó un plan maestro actualizado con un costo estimado de 2500 millones de dólares. Se añadirían 473 805 m² adicionales, en su mayor parte como espacio de fabricación, pero también a usos de oficina. Este espacio, que se construirá como parte de un nuevo centro tecnológico, podría acomodar a 13 000 trabajadores adicionales y aproximadamente duplicaría la cantidad de espacio de fabricación y oficinas dentro del astillero. En el otoño de 2018, la Brooklyn Navy Yard Development Corporation y el estudio de arquitectura WXY divulgaron más detalles sobre el plan maestro. El astillero incluiría varios edificios de fabricación vertical, y se remodelarían varias ubicaciones dentro del astillero para integrarlo con la comunidad circundante. El desarrollo se concentraría en tres sitios en la calle Navy y las avenidas Flushing y Kent. Ese diciembre, la corporación de desarrollo comenzó a solicitar solicitudes para renovar el último muelle sin desarrollar en el astillero.

## Descripción
El astillero tiene cinco muelles etiquetados como C, D, G, J y K de oeste a este, con diez atracaderos en total. Los muelles varían de 106,7 a 271,3 m de largo, tienen 3 m de altura de la cubierta, y tener 7,6 a 12,2 m de profundidad al costado. En su apogeo durante la Segunda Guerra Mundial, el astillero tenía nueve muelles y 5 m de espacio de atraque. Junto a los muelles se encuentra un puerto base para el sistema de transbordadores de la ciudad de Nueva York.
El astillero también tiene seis diques secos, numerados 1, 4, 2, 3, 5 y 6 de oeste a este. Estos ahora son operados por GMD Shipyard Corp. Desde al menos la década de 1920, un proyecto federal mantiene una profundidad de canal de 10 m desde Throggs Neck hasta el patio, unos 3 km desde la entrada occidental, y desde allí 12 m a aguas profundas en la Bahía Superior. Como se indica en un informe de 1917, la profundidad del canal se mantuvo previamente en 12,1 m desde Throggs Neck hasta Upper New York Bay, con un ancho de canal que varía de 167,6 a 304,8 m desde Throggs Neck hastal astillero, y desde allí 304 mhasta aguas profundas en Upper Bay.
Geográficamente, el astillero está ubicado en el extremo occidental de Long Island. Rodea la Bahía de Wallabout, un antiguo pantano de marea en la costa sureste del East River, un estuario de marea que conecta Long Island Sound en el este y la bahía de Nueva York en el sur. Esta está a su vez ubicada en una curva del río justo al sur del puente de Williamsburg, donde el río cambia de una alineación hacia el sur a una alineación hacia el oeste. El área circundante está cerca del extremo noreste de la llanura costera del Atlántico, una región fisiográfica plana y baja que se extiende hasta el sur de los Estados Unidos. Anteriormente, el área era alimentada por Wallabout Creek, que fluía cuesta abajo desde la montañosa morrena terminal en el centro de Long Island y desembocaba en un área baja y pequeña antes de llegar a la Bahía de Wallabout. Esto resultó en las marismas que antes prevalecían en la zona, aunque el sitio del astillero se extiende a ambos lados del límite geográfico entre las marismas y las marismas.
Las calles del astillero no se muestran en ningún mapa oficial de la ciudad, pues todas sus carreteras se mantienen de forma privada. La dirección de todo el astillero es 63 Flushing Avenue. Se puede acceder a través de puertas en las calles Sands/Navy, la calle Cumberland Street/avenida Flushing, las avenidas Clinton/Flushing y la avenida Kent/calle Clymer. Una pared de ladrillos solía rodear el astillero, separándolo de Farragut Houses y Vinegar Hill al oeste; Fort Greene al sur; y Williamsburg al este.

### Transporte
El autobús B67 de la MTA hace varias paradas dentro del astillero. Los autobuses B57 paran en el perímetro del patio. La estación de metro de Nueva York más cercana es Calle York, servida por los trenes F y < F >. Se esperaba que a mediados de 2019 comenzara a funcionar un servicio de transporte autónomo que opera exclusivamente dentro del astillero.
Se planeó abrir una parada de NYC Ferry en 2018. Una parada a lo largo de la ruta Astoria en el muelle 72 se incluyó en una expansión del sistema anunciada en enero de 2019, y su esta abrió según lo programado el 20 de mayo de 2019. La flota del sistema de NYC Ferry tiene su puerto en el astillero.

#### Servicio de ómnibus de corta o media distancia
Desde 2016, el Brooklyn Navy Yard Development Corporation ha operado dos servicios de autobús gratuitos para los inquilinos del astillero y sus invitados. Una ruta va a la estación de la calle York y la estación de Calle High en los trenes A y C. La otra ruta a la estación Avenida Atlantic–Barclays Center en la 2; Terminal Atlantic en el Ferrocarril de Long Island; y la estación Avenidas Clinton y Washington en el tren G. Los servicios utilizan cortes de 30 pies de Grande West Vicinity y Freightliner.

## Estructuras notables

### Hospital Naval de Brooklyn
El Hospital Naval de Brooklyn se estableció en 1825 en un sitio que inicialmente no era contiguo al astillero. Un edificio principal se completó en 1838 y posteriormente se amplió con varias alas, incluidas dos alas permanentes construidas en 1840 que aún existen. En 1863 se construyó una Casa del Cirujano de dos pisos. Se agregaron más estructuras a principios del siglo XX, incluido un depósito de suministros médicos, un cobertizo de madera y edificios de alojamiento. El hospital también operó un cementerio desde 1831 hasta 1910, cuando el cementerio alcanzó su capacidad de entierro. En 1948, el hospital fue dado de baja y la mayoría de sus funciones se trasladaron a otras instalaciones.
En 2012, Steiner Studios propuso construir un campus de medios en el sitio del antiguo hospital como un anexo a su campus existente en el astillero. Un parque en el sitio del cementerio del hospital, el Paisaje del Cementerio Naval, se inauguró en mayo de 2016. En ese momento, Steiner Studios planeaba restaurar los edificios del hospital a partir de 2017 y se esperaba que la restauración tomara casi una década.

### Brooklyn Navy Yard Center (Building 92)
El Building 92 original, construido en 1857 y diseñado por Thomas Ustick Walter, es el antiguo cuartel del comandante de la Armada Tiene 883 m², tres pisos de altura, fachada de ladrillo, techo a cuatro aguas y tres ventanales a cada lado. El Building 92 es el único remanente de los 1,4 ha Terrenos del cuartel de la Armada a lo largo de Flushing Avenue. Los terrenos se construyeron en terrenos adquiridos en 1848 e incluían los alojamientos de los oficiales de la Armada, un cuartel (antiguo Building 91), una puerta de entrada y un patio de armas central. Todos estos edificios fueron construidos en estilo neogriego. El Building 92 solía tener una contraparte casi idéntica, el Building 93, que fue demolido en 1941 para dar paso a un almacén.

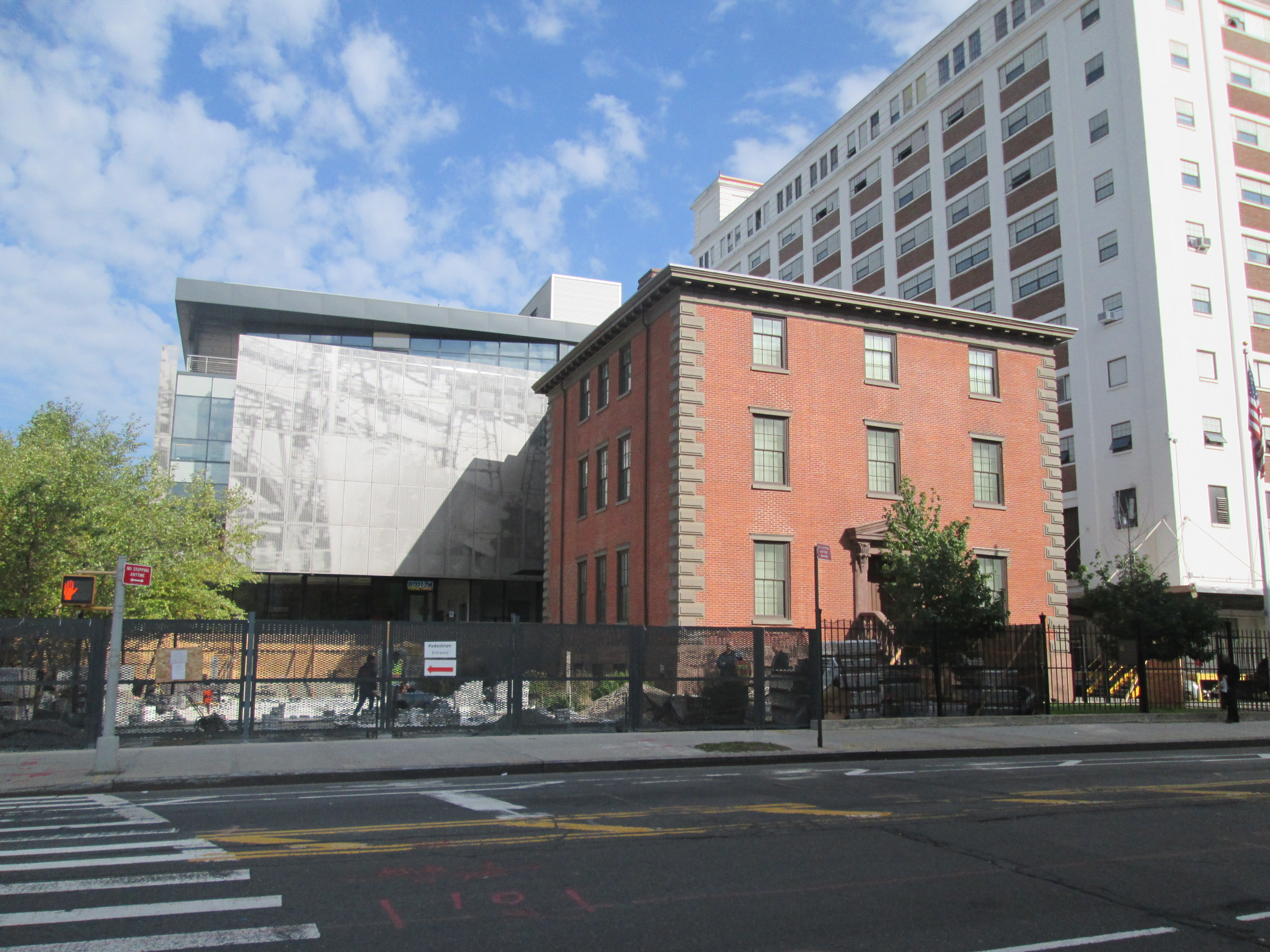
El Museo Building 92. La estructura original de 1857 es el edificio de ladrillo rojo ubicado a la derecha, y el anexo de 2011 es inmueble de metal ubicado detrás y a la izquierda.

La residencia del excomandante de la Armada ahora es parte de un museo dedicado al astillero, el Brooklyn Navy Yard Center en el Building 92. Este fue renovado y ampliado por Beyer Blinder Belle en 2011 a un costo de 25 millones de dólares. El Brooklyn Navy Yard Center abrió sus puertas en noviembre de 2011 como un programa de la Brooklyn Navy Yard Development Corporation. Este ofrece exhibiciones, recorridos públicos, programas educativos, recursos de archivo y servicios de desarrollo de la fuerza laboral. La exposición principal del museo se centra en la historia del astillero y su impacto en la industria, la tecnología, la innovación y la fabricación estadounidenses, así como en el trabajo, la política, la educación y la planificación urbana y ambiental nacional y de Nueva York. También alberga exhibiciones y videos sobre los nuevos negocios en las instalaciones. Los planes para un museo dedicado al Astillero Naval de Brooklyn datan de 1975, aunque originalmente se propuso que el museo se ubicara en un edificio diferente.
El centro tiene un anexo de 2276,1 m² con fachada de metal cortado con láser. Este está conectado a la casa original a través de un vestíbulo de 3 pisos, que incluye el ancla de acero del buque de asalto anfibio Austin (1964) de 10 206 kg.

### Diques secos
El astillero consta de seis diques secos ubicados a lo largo del borde norte, a lo largo del East River. Dry Dock 1 fue el primero en completarse. Esto fue seguido por Dry Dock 2 en 1887, Dry Dock 3 en 1897, Dry Dock 4 en 1913, y Dry Docks 5 y 6 en 1941. Los diques secos 1, 5 y 6 son los únicos diques secos que permanecen en servicio.
| Muelle | Material                                     | Longitud | Ancho  | Profundidad | Año  | Fuente  |
| ------ | -------------------------------------------- | -------- | ------ | ----------- | ---- | ------- |
| 1      | Granito                                      | 97,0 m   | 29,9 m | 7,8 m       | 1851 | [ 306 ] |
| 2      | Concreto                                     | 139,9 m  | 34 m   | 7,3 m       | 1901 | [ 306 ] |
| 3      | Madera y Concreto                            | 186,8 m  | 46,0 m | 9 m         | 1897 | [ 306 ] |
| 4      | Hormigón y ladrillo, granito y albardamiento | 220,4 m  | 42,5 m | 10,8 m      | 1913 | [ 306 ] |
| 5      | Concreto reforzado                           | 333 m    | 46 m   | 12 m        | 1943 | [ 306 ] |
| 6      | Concreto reforzado                           | 333 m    | 46 m   | 12 m        | 1943 | [ 306 ] |

#### Dry Dock 1
El Dry Dock 1 está ubicado en la Bahía de Wallabout, en el lado noreste del astillero. Completado en 1851, es el tercer dique seco más antiguo de los Estados Unidos, detrás de los diques secos de Boston y Norfolk Navy Yards. Dry Dock 1 es el Dry Dock más pequeño del astillero. El primer dique seco permanente en la ciudad de Nueva York costó 2 millones de dólares (unos 52 millones de dólares de 2021). A lo largo de los años, Dry Dock 1 ha dado servicio a barcos como Monitor, que luchó en la Batalla de Hampton Roads durante la Guerra de Secesión, y Niagara, que tendió el primer cable transatlántico.
La superestructura de mampostería del Dry Dock 1 usa 17 585 m³ de granito de Maine y Connecticut, así como material complementario de Nueva York. El piso de piedra del Dry Dock es 9,1 m de ancho, y el piso se curva en forma de arco invertido hacia los bordes de los lados y el extremo hacia tierra (suroeste). El centro del piso es mayormente plano, con un 0,3 m ranura. Los escalones bajan por los lados del Dry Dock. En el extremo del muelle que da al mar hay una puerta que se abre flotando sin necesidad de bisagras. Un artículo de Harper's Magazine de 1871 indicó que Dry Dock 1 tenía una capacidad de 2309 L y podía vaciarse en dos horas y diez minutos. El Dry Dock fue 20 m de ancho y 11 m de profundidad, y cuando el muelle se llenó con la marea alta, la profundidad del agua era 8 m El Brooklyn Daily Eagle en 1918 describió la cámara principal del Dry Dock como de 87 m de largo por 11 m de ancho en la parte inferior, y la parte superior como siendo 113 m de largo por 30 m ancho. El motor de bombeo construido para este dique seco fue el más grande del país en un momento dado.
Los estudios del Dry Dock comenzaron en 1826, aunque no se proporcionaron fondos hasta 1836. Su construcción seco comenzó en 1841, pero se detuvo un año después por falta de fondos. Durante este tiempo hubo debates sobre si abandonar las obras y construir otro dique en Manhattan, donde acababa de inaugurarse el nuevo acueducto de Croton. Cuando se reanudó la construcción en 1844, el proyecto fue dirigido por dos ingenieros civiles en rápida sucesión hasta que William J. McAlpine fue designado para el cargo en 1846. En ese momento, el proyecto tuvo varios problemas, incluida la presencia de arenas movedizas y manantiales subterráneos, así como un diseño defectuoso del coferdán que inundó dos veces el sitio de excavación con agua de la Bahía de Wallabout. El coferdán se fijó instalando cimientos profundos hechos de grava en el coferdán más externo. Los manantiales se cubrieron con una mezcla de pilotes, tablones y cemento seco bajo una capa de ladrillo y argamasa romana. Las arenas movedizas tenían 22,9 m de profundidad, por lo que los trabajadores hundieron más de 6500 pilotes de madera en la bahía (el primer uso de un martinete a vapor en la historia de los Estados Unidos) y rellenaron los espacios alrededor de los pilotes con hormigón. En 1847, después de que se terminaron los pilotes de madera, el cantero Thorton MacNess Niven supervisó la instalación de la superestructura de mampostería del Dry Dock.
McAlpine fue despedido por razones desconocidas en 1849 y Charles B. Stuart se hizo cargo del resto del proyecto. El Dry Dock 1 dio servicio a su primer barco, Dale, en 1850. El Dry Dock se completó al año siguiente. Debido a su diseño, nunca requirió un mantenimiento extenso, aunque parte de la mampostería en el frente se renovó en 1887–1888. El Dry Dock 1 fue etiquetado como un hito de la ciudad de Nueva York en 1975.

### Building 16
El Building 16, construido entre 1833 y 1853, es uno de los edificios más antiguos del astillero, detrás de la casa del comandante de 1806 y el edificio del Hospital Naval de 1838. Es un edificio de ladrillo con techo a dos aguas ubicado en el lado oeste del sitio, contiguo a Navy Street. El cobertizo de madera tenía un gemelo, el Building 15, que estaba ubicado directamente al norte y ahora está demolido. El Building 16 originalmente medía 18,3 por 91,4 m mientras que el Building 15 medía 18,3 por 121,9 m. Ambos se utilizaron para almacenar madera para la construcción naval después de que se curara en el estanque del molino cercano. Documentos de 1837 sugieren que la Armada de los Estados Unidos asignó casi 90 000 dólares (unos 2 156 000 ólares de)2021 en la construcción de hasta cuatro cobertizos de madera de ladrillo en el astillero.
Tras la Guerra de Secesión, los cobertizos se utilizaron para el almacenamiento de madera, aunque la cantidad de barcos de madera construidos en el astillero disminuyó constantemente. A fines del siglo XIX, Admiral's Row, una agrupación de residencias que anteriormente albergaba a oficiales del astillero, se construyó alrededor de los cobertizos de madera. Como parte de una renovación de la Administración de Progreso de Obras, parte del Building 15 fue demolido en 1937. En la década de 1940, el Building 16 se usó como estación de policía y como edificio de almacenamiento de madera, y en las décadas de 1950 y 1960 también se usó como garaje. Una renovación de 1963 del Building 16 demolió parte del edificio y el resto se convirtió en una pista de hielo privada para agentes de policía. El resto del Building 15 fue demolido probablemente después de 1979, y el Building 16 fue abandonado en esa época.
Para 2010, se había propuesto la remodelación del Building 16, aunque este estaba en un avanzado estado de detrioro. A principios de 2011, los ingenieros de la Oficina de la Guardia Nacional recomendaron demolerlo, pues restaurarlo costaría 40 millones de dólares. No obstante, la remodelación se emprendió en 2018. Douglas C. Steiner, que estaba remodelando el sitio de Admiral's Row, declaró en enero de 2018 que el Building 16 se desarrollaría para usos relacionados con alimentos, como un restaurante.

### Puerta de la calle Sands

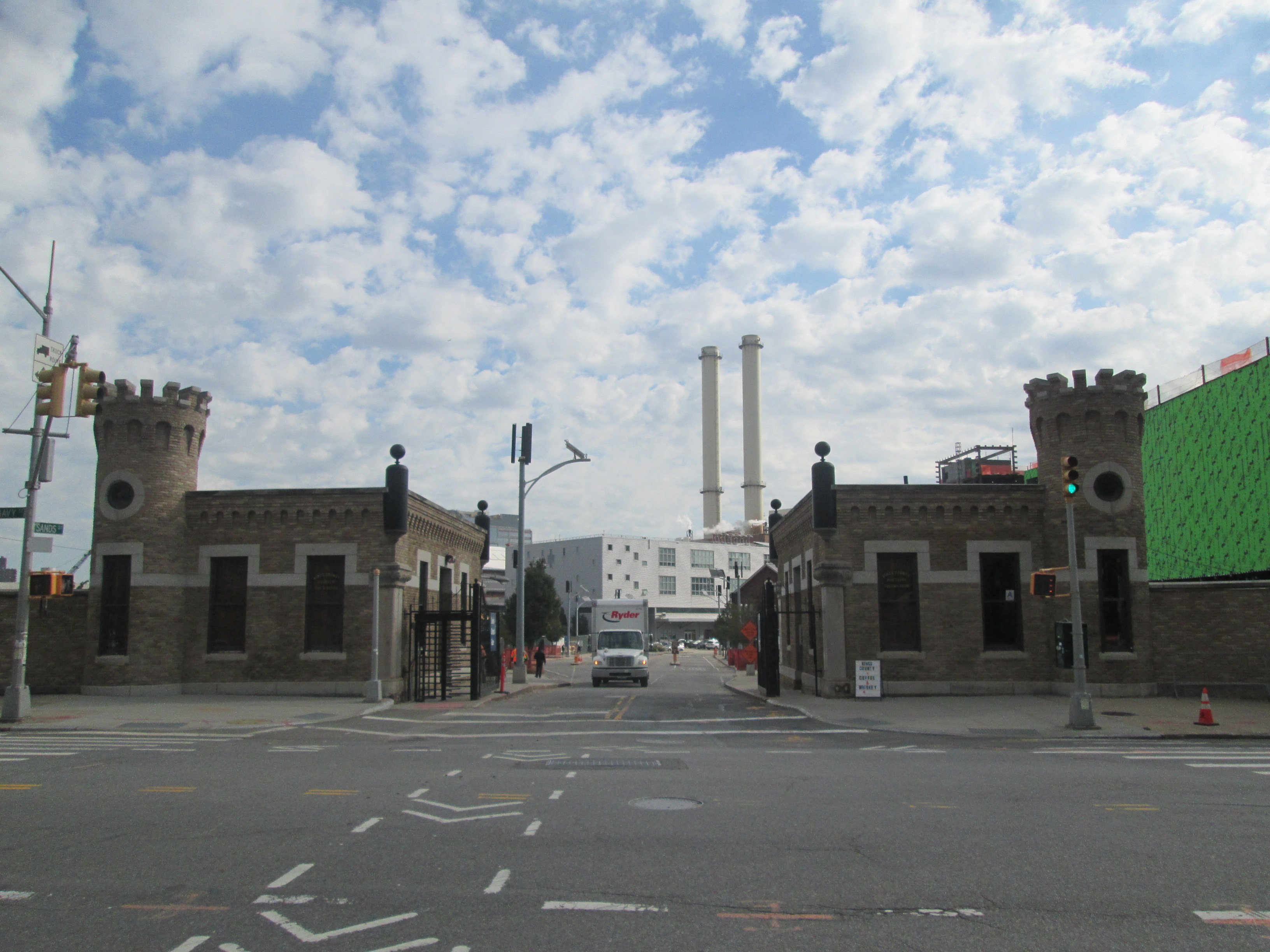
Puerta de la calle Sands

La puerta de la calle Sands, en el borde occidental del astillero, era la entrada principal al patio a principios del siglo XX. Consiste en una puerta de entrada de estilo medieval de un piso con forma de castillo, con pedestales, torreones y postes con águilas en la parte superior. Esta entrada está ubicada en la intersección de la calles Sands y Navy, cerca de Admiral's Row, y estaba rodeada por dos cobertizos de madera allí. Una pasarela de madera sobre la puerta, construida después de la Segunda Guerra Mundial, conectaba anteriormente los dos cobertizos. La puerta de entrada ha sufrido modificaciones, incluida la adición de un segundo y tercer piso (desde que se eliminó) y la eliminación de las torretas. En un momento, la puerta de la calle Sands presentaba un diseño fallido de submarino con manivela llamado Ballena Inteligente, así como Trophy Park, que tenía un pozo conmemorativo a doce marineros estadounidenses muertos durante la Batalla de Cantón en 1856.
La de la calle Sands reemplazó a otra puerta en la cercana calle York, y su construcción costó 20 000 o 24 000 dólares. Como se propuso originalmente en 1893, se previó una estructura de 4 pisos con un techo a dos aguas, almenas y una fachada ornamentada. Pero se redujo a su tamaño actual por razones de costo. Temiendo una pérdida de negocios, los taberneros de la calle York protestaron sin éxito contra la construcción de la de la calle Sands.
La nueva puerta de la calle Sands comenzó a construirse en 1895, y se inauguró un año después. Esta no solo estaba más cerca de las líneas de tranvía en la avenida Flushing, sino que también evitaba una vecindad sucia y "maloliente" alrededor de la puerta de la calle York. Un año después de la apertura, el Brooklyn Daily Eagle señaló que la vecindad de la puerta de la calle Sands era "muy apreciada por las mujeres jóvenes de Brooklyn que son visitantes entusiastas del astillero". Pronto se abrieron salones en sus cercanías, y en 1924, a los marineros se les prohibió usarla. Comenzando con la Guerra hispano-estadounidense y continuando con las dos guerras mundiales más importantes, los posibles solicitantes de la Armada se alinearon afuera de la puerta de la calle Sands para alistarse en la Armada. Algún tiempo después de que se desmanteló el Navy Yard, la puerta de la calle Sands se convirtió en la entrada a la libra de remolque de Brooklyn de la policía de Nueva York y, para 2004, había planes para renovarla. Esta se restauró a su estado original en 2012, y alberga la sala de degustación de Kings County Distillery desde 2015.

### Almacén de suministros
El almacén de suministros de once pisos del astillero (Building 3), ubicado al este del Building 92, fue el primer edificio de hormigón armado construido en el astillero. Construido por Turner Construction en estilo neoclásico, tiene una base de un piso y un ático de un piso con nueve pisos en el medio. Una plataforma de carga, cubierta por una marquesina plana de metal, rodea su base y tiene entradas para el muelle de carga en varios puntos. Anteriormente también había apartaderos ferroviarios en los lados oeste y norte. Los nueve pisos por encima de la base tienen columnas de amplias ventanas rectangulares, organizadas en "tramos". Cada tramo está separado por pilares de hormigón, y cada ventana tiene un alambique de hormigón debajo. Hay cornisas en la parte superior de los pisos décimo y undécimo. En el undécimo piso, cada tramo tiene ventanas triples, y hay estructuras de mamparo de escaleras y ascensores, así como tragaluces. Cuando se construyó, el edificio tenía 66 147 m² de superficie útil.
El gobierno federal le había encargado el proyecto a Turner Construction por casualidad, cuando la fábrica de este fue allanada con base en un informe de la fabricación de armas alemanas, y solo se encontraron allí motores Turner. En abril de 1917 se hizo un contrato para la construcción del Building 3. Esta comenzó cuatro días después de la firma. Cuando la obra iba por la mitad, se decidió aumentar a once el número de plantas. La construcción progresó a un ritmo de un piso por semana, en gran medida gracias a la proximidad del sistema ferroviario del astillero, qaue facilitaba la recepción de materiales. La estructura se terminó en septiembre a un costo de 1,2 millones de dólares y la Armada se mudó el 1 de octubre de 1917. El ático tenía las oficinas del comandante, el capitán de patio y el gerente. El Building 3 se equipó con laboratorios de radio y radar durante la Segunda Guerra Mundial, y se construyeron pasarelas en los edificios 5 y 77, aunque ambas pasarelas han sido demolidas desde entonces. El techo del Building 3 ahora tiene una granja en la azotea administrada por Brooklyn Grange, y los otros pisos están ocupados por varios inquilinos industriales y comerciales.

### Building 77
El Building 77 es una estructura de dieciséis pisos construida durante la Segunda Guerra Mundial según un diseño de George T. Basset. La estructura tiene 88 444 m² de superficie útil. Los cimientos del edificio están soportados por cajones de hormigón y acero, que descienden 45,7 m bajo tierra. Los once pisos más bajos abarcan 84 984 m², se construyeron con paredes de 63,5 cm de grosor, sin ventanas y habrían servido para almacenar municiones. Se instalaron ventanas en estos pisos en la renovación de 2017.
A mediados de 1940, se contrató a Turner Construction para que construyera el edificio bajo un contrato de costo más tarifa fija, lo que aceleraría la construcción. Los cimientos se construyeron en junio de 1941 y la construcción avanzó rápidamente, con un piso terminado en promedio cada tres días hábiles. La estructura se completó en septiembre de 1941 a un costo de 4 millones de dólares. Originalmente tenía la sede del patio, así como otros espacios como oficinas, espacios de almacenamiento, laboratorios y una biblioteca. El Building 77 fue renovado en 2017 por Beyer Blinder Belle y ahora alberga empresas de fabricación ligera e inquilinos comerciales.

### Otras estructuras notables
- La Casa del Comandante es una estructura construida en 1807 de estilo federal en Vinegar Hill que forma parte de Admiral's Row.[31] Charles Bulfinch, quien también diseñó la rotonda del Capitolio de los Estados Unidos, a menudo se nombra como el arquitecto de esta casa, aunque no hay evidencia de que estuviera realmente involucrado en el diseño.[13][337]
- El Building 1 (antiguo Edificio 291, construido c. 1941-1942) era un laboratorio de prueba de materiales, utilizado para probar la salida electrónica durante la Segunda Guerra Mundial. El techo tiene torres de radio erigidas durante la Segunda Guerra Mundial, que aún existen. Fue utilizado por la Armada incluso después del desmantelamiento del astillero y fue abandonado en 1994.[231] Ahora es utilizado por Steiner Studios.[338]
- El Building 5 (construido en 1920), ubicado al norte del Building 3,[275] es una estructura rectangular de ladrillo de seis pisos con un ático. Fue utilizado como taller de máquinas ligeras, estructura eléctrica y de artillería, y estación de radio y laboratorio en diferentes momentos de su historia.[339]
- El Building 41 (construido en 1942), ubicado en Morris Avenue entre las calles Cuarta y Quinta,[275] fue originalmente una planta de energía, reemplazando a otra en el mismo sitio.[231] Se convirtió en una planta de cogeneración en 1995, utilizando una de las grúas más grandes del mundo.[340]
- El Building 128 (construido c. 1899-1900) está ubicado en Morris Avenue y Sixth Street, cerca de la entrada de Cumberland Street.[275] El edificio es una estructura en forma de L de un piso hecha de acero, mampostería y vidrio, y un techo alto a dos aguas. Anteriormente era un taller de maquinaria y montaje, con el brazo largo de la L apuntando al noreste para acomodar una grúa móvil larga.[341] El Building 128 ahora alberga el Green Manufacturing Center.[256]
- El Building 132 (construido en 1905), ubicado en Warrington Avenue y Fourth Street,[275] fue anteriormente un taller de reparación de máquinas de vapor y ahora tiene manufactura liviana.[122]
- El Building 280 (construido en 1942) está ubicado en Morris Avenue y Sixth Street, cerca de la entrada de Cumberland Street.[275] Es una estructura rectangular de ocho pisos que anteriormente se usaba como taller de máquinas de artillería.[342]
- El Building 293 (construido c. 1970) está ubicado al noreste de Dry Dock 6, en el lado noreste del patio.[275] Es un 304,8 por 30,5 m estructura techada a dos aguas que servía de centro de abastecimiento y distribución. Se suponía que el Building 293 sería una instalación de fabricación de pintura para Seatrain Shipbuilding, pero nunca se concedieron los permisos.[342] Luego, el edificio se convirtió en una instalación de fabricación de apartamentos modulares para Forest City Ratner (y más tarde para FullStack Modular), que produjo apartamentos para el desarrollo cercano de Pacific Park.[343] En 2016, se equipó el Building 293 con una de las instalaciones de techo solar más grandes de la ciudad de Nueva York, una estructura de 3152 paneles que podría generar 3 960 000 MJ de energía.[344]

### Antiguas estructuras
La sección de Admiral's Row estaba compuesta por diez casas en varios estilos arquitectónicos (es decir, los estilos neogriego, italianizante e Imperio francés). Construidas entre 1864 y 1901, estas fueron las residencias de oficiales de alto rango del astillero. La propiedad también tenía un cobertizo de madera, un patio de armas, canchas de tenis y garajes adjuntos a cada casa. Las casas fueron abandonadas cuando el astillero se desmanteló en 1966, y la mayoría fueron demolidas en 2016.
El astillero también tenía una isla artificial llamada Cob Dock. Originalmente era una marisma en Bahía de Wallabout y, según los informes, se expandió debido al lastre liberado por los barcos. Cob Dock se convirtió en un lugar conveniente para amarrar barcos, y una vez también fue utilizado por las primeras bandadas de palomas mensajeras utilizadas por la Armada. Cob Dock estaba separado del astillero continental por el Canal Wallabout, que tenía de 1,5 a 6,1 m de ancho alrededor de la mitad sur de la isla, y que la conectaba con la Bahía de Wallabout en los extremos oeste y este. Durante la Guerra de Secesión se construyó un encofrado estructural alrededor de la isla y una dársena para barcos en su centro, mientras que el Canal Wallabout se dragó a una profundidad más baja para permitir el amarre de más barcos. Tras la Guerra de Secesión, en su extremo norte se almacenaron municiones, mientras que el extremo sur se convirtió en un parque y campo de entrenamiento. Inicialmente, un transbordador brindaba servicio entre Cob Dock y el resto del astillero, pero en 1900 fue reemplazado por una calzada a través del Canal Wallabout. La sección sur de Cob Dock fue demolida a principios de la década de 1910 para permitir el paso de barcos más grandes. El resto de la isla se demolió en 1942, durante la Segunda Guerra Mundial, para construir los Dry Docks 5 y 6.
El Wallabout Market, un mercado de alimentos operado por la ciudad que antes estaba en el extremo este del sitio, se desarrolló a fines del siglo XIX. El Departamento de la Armada de Estados Unidos comenzó a arrendar 10 ha de tierra frente al mar a la ciudad de Brooklyn en 1877 para que esta pudiera comenzar a operar un mercado, y la Armada recibió un permiso para comenzar a operarlo en 1884. El gobierno de la ciudad de Brooklyn obtuvo la propiedad de Wallabout Market en 1890, y este luego pasó a ser operado por la ciudad de Nueva York. El mercado estaba muy cerca del puerto de Nueva York, por lo que era fácil importar y exportar productos, pero el suelo estaba embarrado y el área era frecuentada por una pandilla violenta que evadía la vigilancia policial. Se instalaron carreteras, edificios de estructura y un sistema de alcantarillado en Wallabout Market. A fines de la década de 1890, el mercado tenía muelles, así como aterrizajes flotantes para el Ferrocarril de Delaware, Lackawanna y Western y el Ferrocarril de Pensilvania. El sitio de Wallabout Market fue readquirido por la Armada y demolido durante la Segunda Guerra Mundial para dejar espacio para los Dry Docks 5 y 6.
| 1 de enero de 1946 | 1 de enero de 1946 | 1 de enero de 1946 | 1 de enero de 1946 |
| Grada              | Ancho              | Longitud           | Fuente             |
| ------------------ | ------------------ | ------------------ | ------------------ |
| 1                  | 39 m               | 306,9 m            | [ 353 ]            |
| 2                  | 39 m               | 306,9 m            | [ 353 ]            |

## Designaciones de hitos

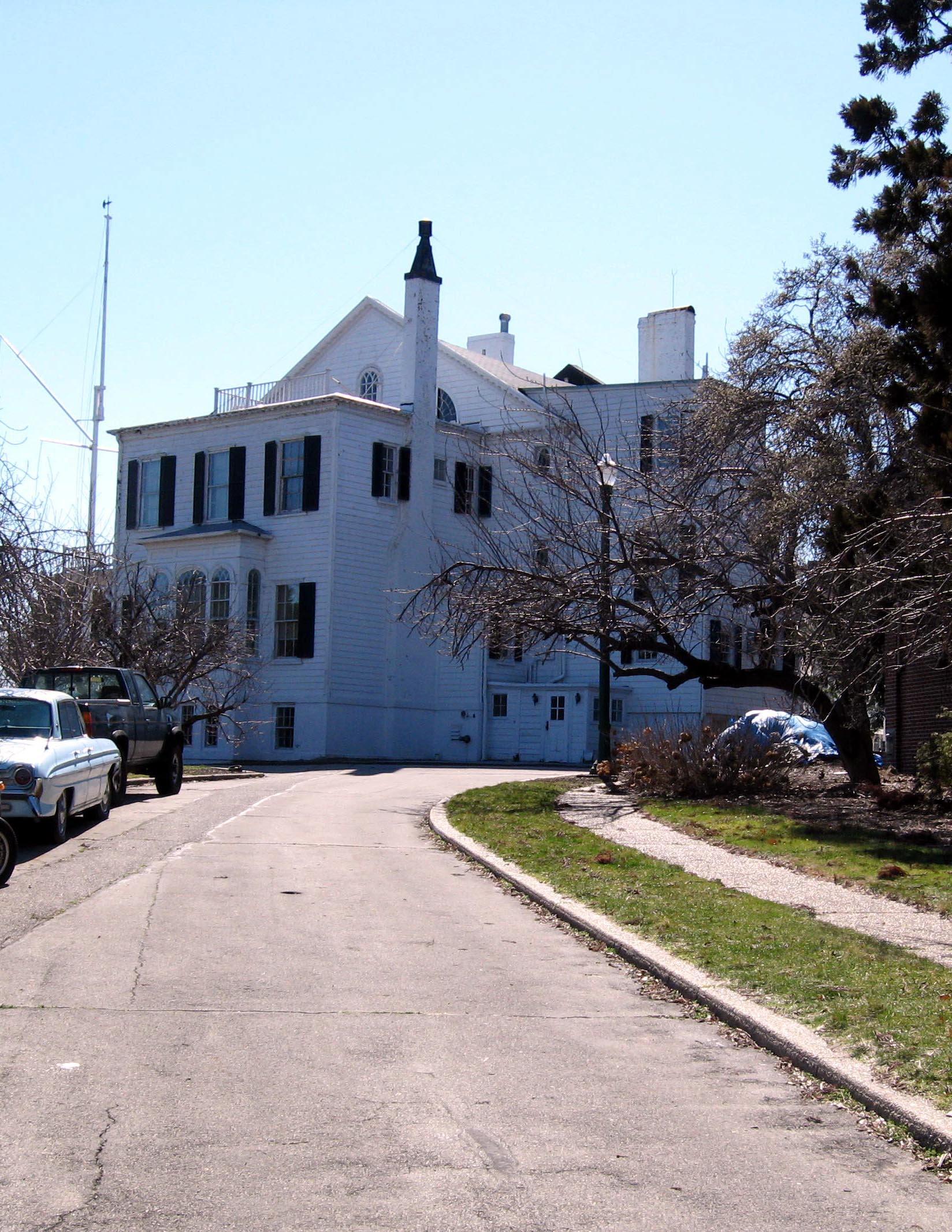
Casa del Comandante

En 2014, todo el patio se incluyó en el Registro Nacional de Lugares Históricos (NRHP) como distrito histórico. Ciertos edificios también han recibido el estatus de hito. La Casa del Comandante es un Monumento Histórico Nacional. El Dry Dock 1, el edificio del hospital Navy Yard (R95), y la Residencia del Cirujano (R1) dentro del hospital naval de Brooklyn son hitos designados de la ciudad de Nueva York.
Un informe encargado por la Guardia Nacional en 2008 sugirió que la totalidad de la propiedad de Admiral's Row cumplía con los criterios de elegibilidad para su inclusión en el NRHP. Sin embargo, en 2010, Admiral's Row provocó un debate histórico porque se había deteriorado hasta el punto de colapsar. Finalmente, la ciudad aprobó un plan para reconstruir Admiral's Row. En 2016, nueve de las diez casas históricas en Admiral's Row fueron demolidas para acomodar 399 la calle Sands, el supermercado Wegmans y el estacionamiento.

Un marcador de bronce en el puente de Brooklyn tiene una sección que conmemora la historia del astillero. La placa menciona varios de los barcos notables que se construyeron en el Astillero Naval de Brooklyn, incluido el Maine; el Misuri; y el último barco construido allí, Duluth.

## Comandantes
1. Teniente Jonathan Thorn, 1 de junio de 1806-13 de julio de 1807[9][362]
2. Capitán Isaac Chauncey, 13 de julio de 1807–16 de mayo de 1813[9][362]
3. Capitán Samuel Evans, 16 de mayo de 1813-2 de junio de 1824[9][362]
4. Comandante George W. Rodgers, 2 de junio de 1824-21 de diciembre de 1824[9][362]
5. Capitán Isaac Chauncey, 21 de diciembre de 1824-10 de junio de 1833[9][362]
6. Capitán Charles G. Ridgeley, 10 de junio de 1833-19 de noviembre de 1839[9][362]
7. Capitán James Renshaw, 19 de noviembre de 1839-12 de junio de 1841[9][362]
8. Capitán Matthew C. Perry, 12 de junio de 1841–15 de julio de 1843[9][362]
9. Capitán Silas H. Stringham, 15 de julio de 1843–1 de octubre de 1846[9][362]
10. Capitán Isaac McKeever, 1 de octubre de 1846–1 de octubre de 1849[9][362]
11. Capitán William D. Salter, 1 de octubre de 1849–14 de octubre de 1852[9][362]
12. Capitán Charles Boardman, 14 de octubre de 1852–1 de octubre de 1855[9][362]
13. Capitán Abraham Bigelow, 1 de octubre de 1855-8 de junio de 1857[9][362]
14. Capitán Lawrence Kearny, 8 de junio de 1857-1 de noviembre de 1858[9][362]
15. Capitán Samuel L. Breese, 1 de noviembre de 1858-25 de octubre de 1861[9][362]
16. Capitán Hiram Paulding, 25 de octubre de 1861–1 de mayo de 1865[9][362]
17. Comodoro Charles H. Bell, 1 de mayo de 1865-1 de mayo de 1868[9][362]
18. Contralmirante Sylvanus W. Godon, 1 de mayo de 1868-15 de octubre de 1870[362]
19. Contralmirante Melancton Smith, 15 de octubre de 1870–1 de junio de 1872[362]
20. Vicealmirante Stephen Clegg Rowan, 1 de junio de 1872–1 de septiembre de 1876[362]
21. Comodoro James W. Nicholson, 1 de septiembre de 1876-1 de mayo de 1880[362]
22. Comodoro George H. Cooper, 1 de mayo de 1880–1 de abril de 1882[362]
23. Comodoro John H. Upshur, 1 de abril de 1882-31 de marzo de 1884[362]
24. Comodoro Thomas S. Fillebrown, 31 de marzo de 1884-31 de diciembre de 1884[362]
25. Comodoro Ralph Chandler, 31 de diciembre de 1884–15 de octubre de 1886[362]
26. Comodoro Bancroft Gherardi, 15 de octubre de 1886–15 de febrero de 1889[362]
27. Capitán Francis M. Ramsay, 15 de febrero de 1889-14 de noviembre de 1889[362]
28. Contralmirante Daniel L. Braine, 14 de noviembre de 1889-20 de mayo de 1891[362]
29. Comodoro Henry Erben, 20 de mayo de 1891–1 de junio de 1893[362]
30. Contralmirante Bancroft Gherardi, 1 de junio de 1893-22 de noviembre de 1894[362]
31. Comodoro Montgomery Sicard, 22 de noviembre de 1894-1 de mayo de 1897[362]
32. Comodoro Francis M. Bunce, 1 de mayo de 1897-14 de enero de 1899[362]
33. Comodoro John Woodward Philip, 14 de enero de 1899–17 de julio de 1900[362]
34. Contralmirante Albert S. Barker, 17 de julio de 1900-1 de abril de 1903[362]
35. Contralmirante Frederick Rodgers, 1 de abril de 1903-3 de octubre de 1904[362]
36. Contralmirante Joseph B. Coghlan, 3 de octubre de 1904-1 de junio de 1907[362]
37. Contralmirante Caspar F. Goodrich, 1 de junio de 1907–15 de mayo de 1909
38. Capitán Joseph B. Murdock, 15 de mayo de 1909–21 de marzo de 1910
39. Capitán Lewis Sayre Van Duzer, abril de 1910-julio de 1913
40. Contralmirante Eugene H. C. Leutze, 21 de marzo de 1910–6 de junio de 1912
41. Capitán Albert Gleaves, 6 de junio de 1912-28 de septiembre de 1914
42. Contraalmirante Nathaniel R. Usher, 28 de septiembre de 1914–25 de febrero de 1918
43. Contraalmirante John D. McDonald, 28 de septiembre de 1914–1 de julio de 1921
44. Contralmirante Carl T. Vogelgesang, 1 de julio de 1921-27 de noviembre de 1922
45. Contraalmirante Charles P. Plunkett, 27 de noviembre de 1922-16 de febrero de 1928
46. Capitán Frank Lyon, 16 de febrero de 1928–2 de julio de 1928
47. Contralmirante Louis R. de Steiguer, 2 de julio de 1928–18 de marzo de 1931
48. Contralmirante William W. Phelps, 18 de marzo de 1931– 30 de junio de 1933
49. Contralmirante Yates Stirling Jr., 30 de junio de 1933–9 de marzo de 1936
50. Capitán Frederick L. Oliver, 9 de marzo de 1936-20 de abril de 1936
51. Contralmirante Harris L. Laning, 20 de abril de 1936-24 de septiembre de 1937
52. Contralmirante Clark H. Woodward, 1 de octubre de 1937–1 de marzo de 1941
53. Contralmirante Edward J. Marquart, 2 de junio de 1941–2 de junio de 1943
54. Contralmirante Monroe R. Kelly, 2 de junio de 1943–5 de diciembre de 1944
55. Contralmirante Freeland A. Daubin, 5 de diciembre de 1944–25 de noviembre de 1945

## En la cultura popular
Las siguientes películas, programas de televisión, videojuegos, libros y eventos culturales están ambientados o se han grabado en el astillero (se excluyen las obras filmadas en Steiner Studios):
- El astillero aparece en la película Un día en Nueva York (1949), protagonizada por Frank Sinatra.[363]
- Partes de la película Robot Holocaust de 1986 se filmaron en el astillero.[364]
- El astillero aparece en el videojuego de 2000 Deus Ex, como un nivel jugable en el que el protagonista debe hundir un carguero atracado en la base.[365]
- El astillero aparece en el videojuego de 2008 Tom Clancy's EndWar, como un campo de batalla jugable. En el juego, el astillero está reacondicionando el portaaviones USS Ronald Reagan en una base móvil en alta mar.[366]
- Se realizó una tarea con el tema de Harry Houdini en el astillero en el tramo final de The Amazing Race 21 (2012).[367]
- El astillero ocupa un lugar destacado en la novela de Jennifer Egan de 2017 Manhattan Beach (ScribnerISBN 978-1-5011-8991-3). La protagonista principal, Anna Kerrigan, trabaja en el astillero como inspectora de piezas y, posteriormente, como la primera buceadora del astillero.[368]
- ArtRave, un concierto promocional presentado por la cantante Lady Gaga para su álbum Artpop, se llevó a cabo en el Duggal Greenhouse del astillero el 10 y 11 de noviembre de 2013.[369]